# Schwarzwald
Der Schwarzwald ist mit bis zu 1493 m ü. NHN und über 6000 Quadratkilometern Fläche Deutschlands höchstes und größtes zusammenhängendes Mittelgebirge und liegt im Südwesten Baden-Württembergs. Er ist die wichtigste Tourismusregion des Landes und das meistbesuchte Urlaubsziel unter den deutschen Mittelgebirgen.

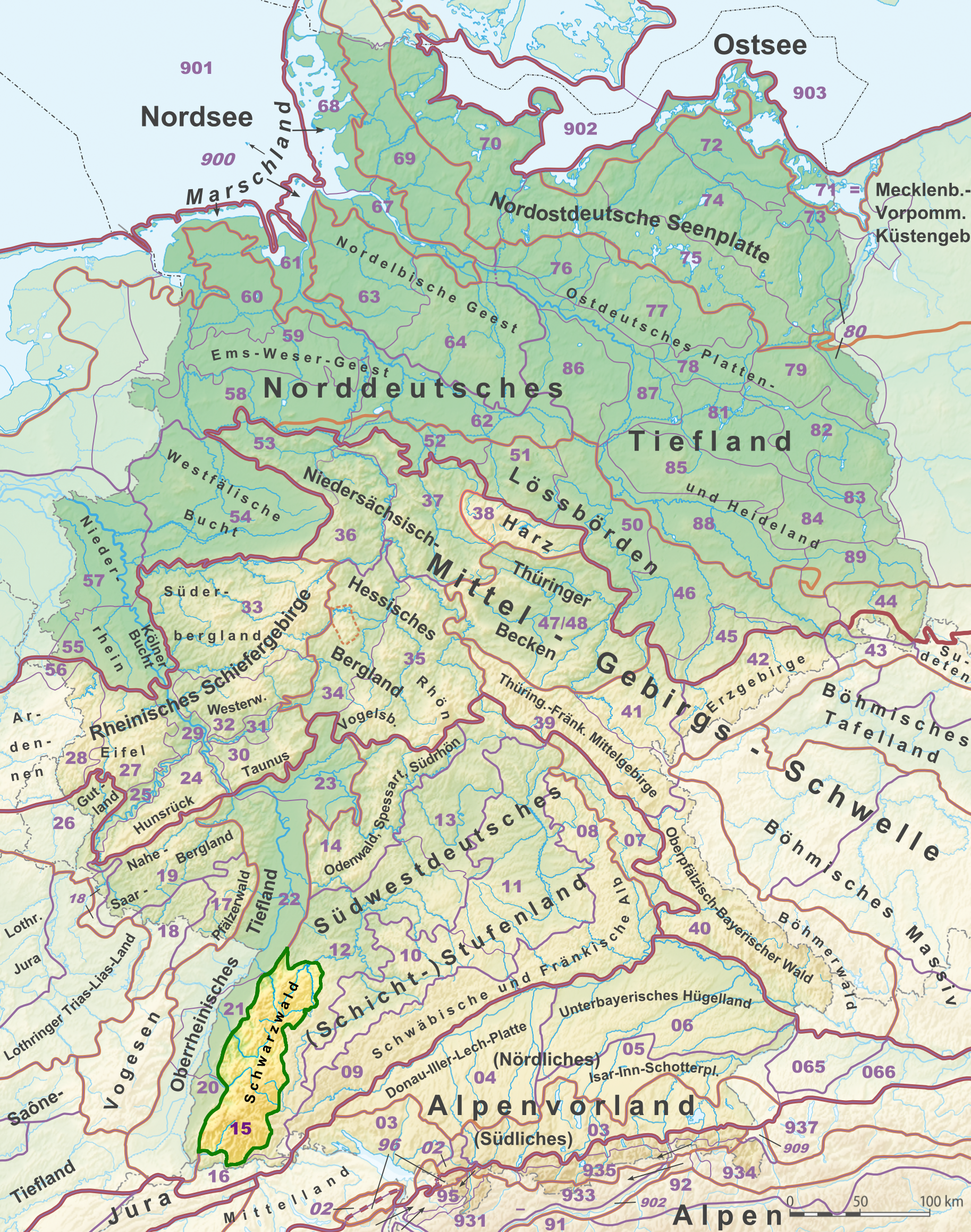
Der Schwarzwald in der naturräumlichen Gliederung Deutschlands

## Geographie
Meist dicht bewaldet erstreckt sich der Schwarzwald vom Hochrhein im Süden bis zum Kraichgau im Norden. Im Westen wird er begrenzt von der Oberrheinischen Tiefebene (zu der naturräumlich auch die Vorhügelkette gehört), im Osten geht er über in Gäu, Baar und das Hügelland westlich des Klettgaus. Der Schwarzwald ist der höchste Teil der südwestdeutschen Schichtstufenlandschaft und aus Gesteinen des Grundgebirges und des Buntsandsteins aufgebaut. Die naturräumliche Abgrenzung von den umgebenden Landschaften orientiert sich am Auftreten des Muschelkalks, der innerhalb des Schwarzwalds fehlt. Diese Linie ist aufgrund der vom Gestein abhängigen Bodenfruchtbarkeit gleichzeitig eine Vegetationsgrenze und die Grenze zwischen Altsiedelland und dem erst im Hochmittelalter dauerhaft besiedelten Schwarzwald. Von Nord nach Süd erstreckt sich der Schwarzwald über etwa 150 km, seine Breite erreicht im Süden bis zu 50 km, im Norden bis zu 30 km. Tektonisch bildet das Gebirge eine Pultscholle, die im Westen aus dem Oberrheingraben imposant herausgehoben ist, während sie von Osten betrachtet den Eindruck einer waldreichen Hochfläche vermittelt.

### Naturräume
Die Naturräume des Schwarzwaldes werden nach verschiedenen Merkmalen gegliedert:
Geomorphologisch wird vor allem einerseits zwischen der Ostabdachung mit meist gerundeten Bergformen und weiten Hochplateaus (sogenanntes danubisches – donaubündiges – Relief, besonders augenfällig im Norden und Osten auf Buntsandstein) und andererseits dem intensiv zertalten Abbruch zum Oberrheingraben hin (sogenannter Talschwarzwald mit rhenanischem – rheinbündigem – Relief) unterschieden. Dort liegen die höchsten Erhebungen und treten die größten unmittelbaren Höhenunterschiede (bis 1000 m) auf. Die Täler sind meist eng, oft schluchtartig, seltener beckenförmig. Die Gipfel sind gerundet, es kommen aber auch Plateaureste und gratartige Formen vor.
Geologisch ergibt sich die augenfälligste Gliederung ebenfalls in ostwestlicher Richtung. Den Ostschwarzwald bedeckt über größere Flächen das unterste Glied des Südwestdeutschen Schichtstufenlandes, der Buntsandstein, mit endlos scheinenden Nadelwäldern und davon umschlossenen Rodungsinseln. Das im Westen freiliegende Grundgebirge, überwiegend aus metamorphen Gesteinen und Graniten aufgebaut, war trotz seiner Steilheit leichter zu besiedeln und erscheint heute mit seinen vielgestaltigen Wiesentälern offen und freundlicher.

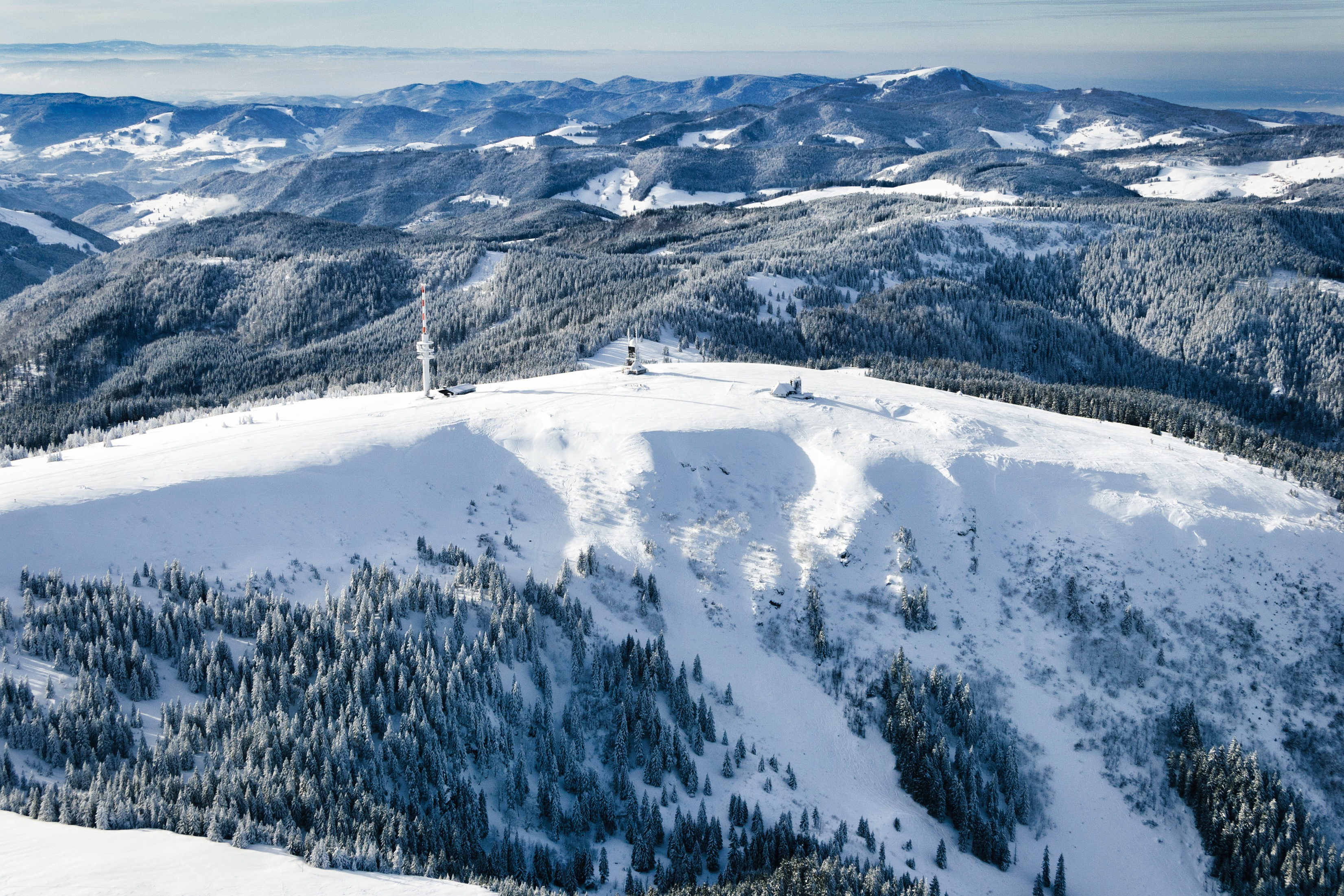
Der Feldberg, höchster Berg des Schwarzwalds

Die gängigsten Gliederungen teilen den Schwarzwald jedoch in nordsüdlicher Richtung. Zunächst, bis etwa in die 1930er Jahre, wurde der Schwarzwald in Nord- und Südschwarzwald geteilt, wobei man die Grenze an der Kinzigtallinie zog. Später wurde der Schwarzwald in den waldreichen Nordschwarzwald, den im Mittel niedrigeren, vorwiegend in den Tälern landwirtschaftlich geprägten Mittleren Schwarzwald sowie den deutlich höheren Südschwarzwald mit ausgeprägter Höhenlandwirtschaft und von eiszeitlichen Gletschern geprägtem Relief aufgeteilt. Der Begriff Hochschwarzwald stand für die höchsten Bereiche von Südschwarzwald und südlichem Mittelschwarzwald.
Die gezogenen Grenzen waren jedoch sehr verschieden. Robert Gradmann nannte 1931 als Mittleren Schwarzwald den Einzugsbereich der Kinzig und dazu im Westen den Abschnitt bis zur unteren Elz und zum Kinzig-Zufluss Gutach. Eine pragmatische Gliederung, die sich nicht an Natur- und Kulturräumen orientiert, nutzt die wichtigsten Quertäler. Ihr zufolge wird der Mittlere Schwarzwald von der Kinzig im Norden und der Linie Dreisam–Gutach (Wutach) im Süden begrenzt, entsprechend der Bonndorfer Grabenzone und dem Verlauf der heutigen B 31.
Rudolf Metz fasste 1959 die bisherigen Gliederungen zusammen und schlug selbst eine modifizierte Dreiteilung vor, die natur- und kulturräumliche Ansätze verbindet und weite Verbreitung fand. Sein Mittlerer Schwarzwald wird im Norden von der Wasserscheide zwischen Acher und Rench und im weiteren Verlauf zwischen Murg und Kinzig bzw. Forbach und Kinzig begrenzt, im Süden von der Bonndorfer Grabenzone, die den Schwarzwald im Osten einschnürt wie der Freudenstädter Graben weiter nördlich am Übergang zum Nordschwarzwald.

#### Arbeiten des Instituts für Landeskunde

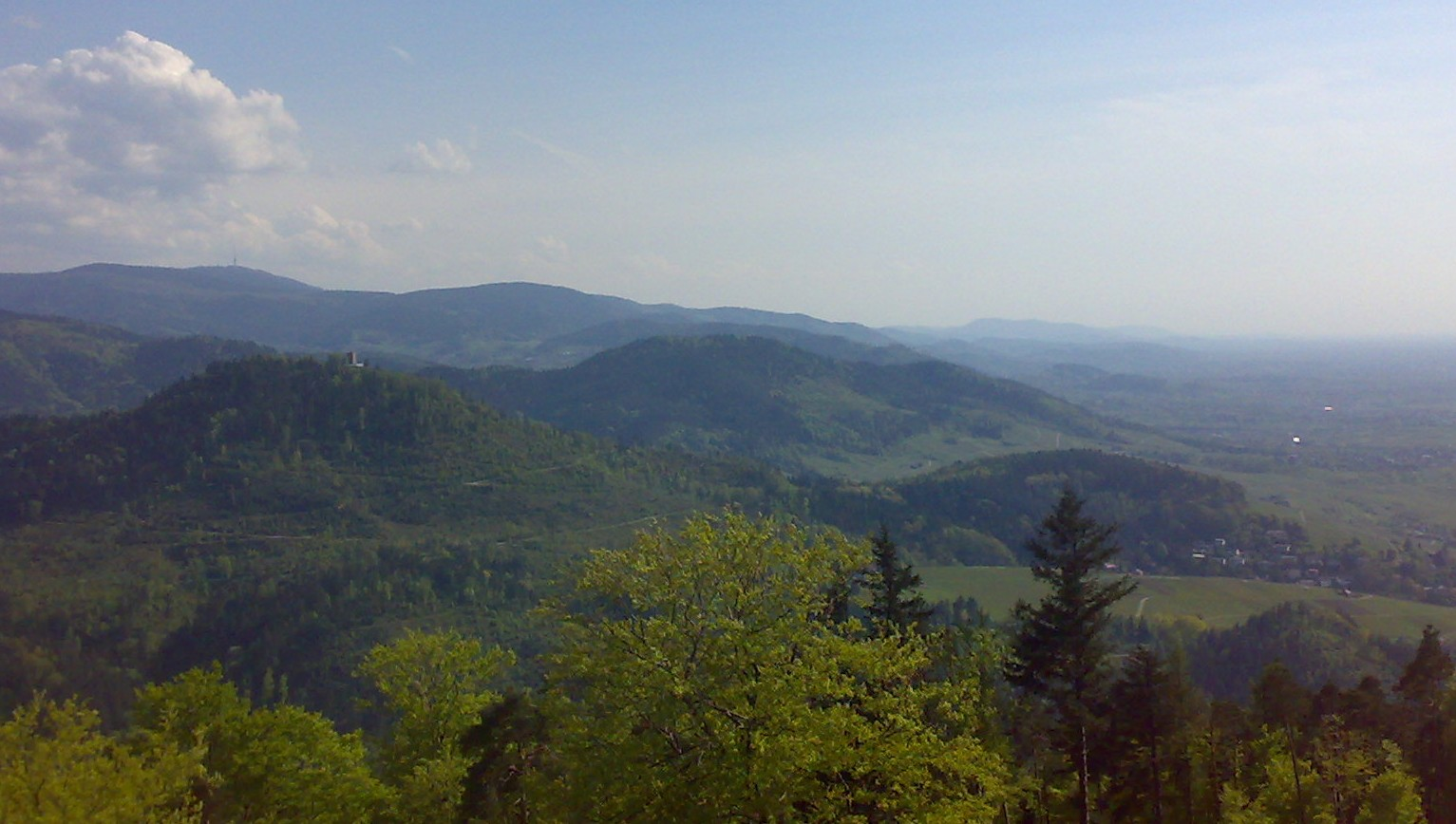
Abdachung des Nordschwarzwalds zum Oberrheinischen Tiefland (Nördlicher Talschwarzwald)

Das seit den frühen 1950er Jahren von der Bundesanstalt für Landeskunde erstellte Handbuch der naturräumlichen Gliederung Deutschlands nennt den Schwarzwald als eine von sechs Großregionen 3. Ordnung innerhalb der naturräumlichen Großregion 2. Ordnung des Südwestdeutschen Stufenlandes und gleichzeitig eine von neun Haupteinheitengruppen. Er wird in insgesamt sechs sogenannte Haupteinheiten (Landschaften 4. Ordnung) aufgeteilt. Diese Gliederung wurde bis zum Jahre 1967 in mehreren, jeweils einzelne Kartenabschnitte betreffenden Nachfolgepublikationen (Einzelblätter 1: 200.000) verfeinert und modifiziert. Zu den dabei eingeführten Untereinheiten siehe Naturräumliche Gliederung des Schwarzwaldes. Eine Dreiteilung des Gebirges zeichnet sich ebenfalls ab. Die Nordgrenze des Mittleren Schwarzwaldes verläuft hier südlich des Renchtales und des Kniebis bis nahe Freudenstadt. Die Südgrenze wechselte je nach Bearbeitungsstand.
Die Landesanstalt für Umweltschutz Baden-Württemberg (heute Landesanstalt für Umwelt, Messungen und Naturschutz Baden-Württemberg LUBW) veröffentlichte 1998 eine überarbeitete Naturräumliche Gliederung Baden-Württembergs. Sie beschränkt sich auf die Ebene der naturräumlichen Haupteinheiten und findet seitdem in der Naturschutzverwaltung des Landes Verwendung:
| Nr. | Naturraum                       | Fläche in km² | Einw.   | EW/km² | Siedlungs- fläche in % | Offenland in % | Wald in % | Ober- zentren          | Mittel- zentren                                |
| --- | ------------------------------- | ------------- | ------- | ------ | ---------------------- | -------------- | --------- | ---------------------- | ---------------------------------------------- |
| 150 | Schwarzwald-Randplatten         | 0930          | 268.000 | 289    | 7,69                   | 29,33          | 62,92     | Pforzheim              | Calw, Freudenstadt                             |
| 151 | Grindenschwarzwald und Enzhöhen | 0699          | 060.000 | 086    | 1,92                   | 06,39          | 91,51     |                        |                                                |
| 152 | Nördlicher Talschwarzwald       | 0562          | 107.000 | 190    | 4,12                   | 19,48          | 76,41     |                        | Baden-Baden, Gaggenau/Gernsbach                |
| 153 | Mittlerer Schwarzwald           | 1422          | 188.000 | 133    | 3,35                   | 30,25          | 66,39     |                        | Haslach/Hausach/Wolfach, Waldkirch, Schramberg |
| 154 | Südöstlicher Schwarzwald        | 0558          | 062.000 | 112    | 3,03                   | 32,44          | 64,49     | Villingen-Schwenningen |                                                |
| 155 | Hochschwarzwald                 | 1990          | 213.000 | 107    | 2,44                   | 26,93          | 70,31     |                        | Schopfheim, Titisee-Neustadt                   |

Die Schwarzwald-Randplatten (150) bilden geomorphologisch zum Kraichgau im Norden und den Heckengäu-Landschaften im Osten abfallende Hochflächen am Nord- und Nordostrand des Mittelgebirges. Sie werden vor allem durch das Flusssystem der Nagold in einzelne Riedel zertalt; ein schmaler Nordwestausläufer reicht bis über die Enz bei Neuenbürg und umsäumt weiter westlich auch den Mittellauf der Alb bis unmittelbar oberhalb Ettlingens. Südwestlich schließen sich unmittelbar Grindenschwarzwald und Enzhöhen (151) an den Oberläufen von Enz und Murg an, die das Kernstück des Nordschwarzwaldes darstellen. Den Westen des Nordschwarzwalds bildet der Nördliche Talschwarzwald (152) mit dem Mittellauf der Murg um Gernsbach, dem der Oos bis Baden-Baden, dem der Bühlot oberhalb Bühls sowie dem Oberlauf der Rench um Oppenau, deren Austrittstäler aus dem Mittelgebirge alle nach Nordwesten gerichtet sind.

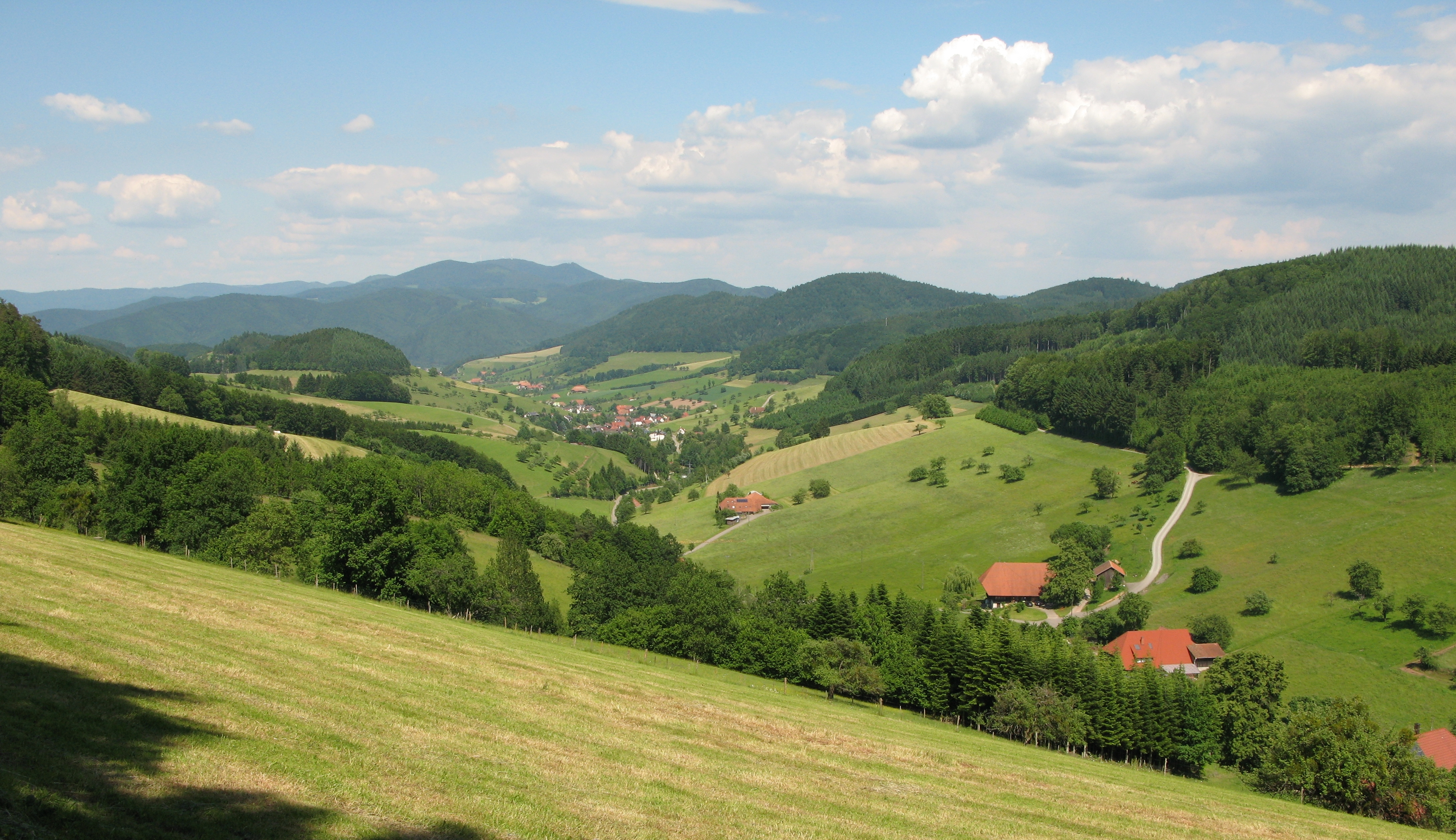
Grünlandwirtschaft in Seitentälern der Kinzig, Mittlerer Schwarzwald

Der Mittlere Schwarzwald (153) beschränkt sich im Wesentlichen auf das Einzugsgebiet der Kinzig oberhalb Offenburgs nebst Schutter sowie auf das niedrige Bergland nördlich der Elz.
Der Südöstliche Schwarzwald (154) besteht in der Hauptsache aus den Einzugsgebieten der Oberläufe der Donau-Quellflüsse Brigach und Breg sowie dem der linken Seitentäler der Wutach nördlich Neustadts – und somit aus dem Nordosten des Südschwarzwaldes. Nach Süden und Westen schließt sich der Hochschwarzwald (155) an mit den höchsten Schwarzwaldgipfeln um Feldberg und Belchen. Sein Ostteil, der Südliche Hochflächenschwarzwald, ist durch die danubische Richtung geprägt, entwässert jedoch über die Wutach und die Alb zum Rhein. Der Südliche Kammschwarzwald im Westen ist durch vom Rhein her tief eingeschnittene Täler in zahlreiche Kämme aufgelöst. Unmittelbar rechts der Wiese oberhalb Lörrachs hebt sich morphologisch, geologisch und klimatisch noch einmal die flächenmäßig kleine Buntsandstein-Rotliegend-Tafel des Weitenauer Berglandes im äußersten Südwesten des Schwarzwaldes von den anderen Teilen des Südschwarzwaldes ab, die in dieser Einteilung ebenfalls zum Hochschwarzwald gerechnet wird.

### Berge

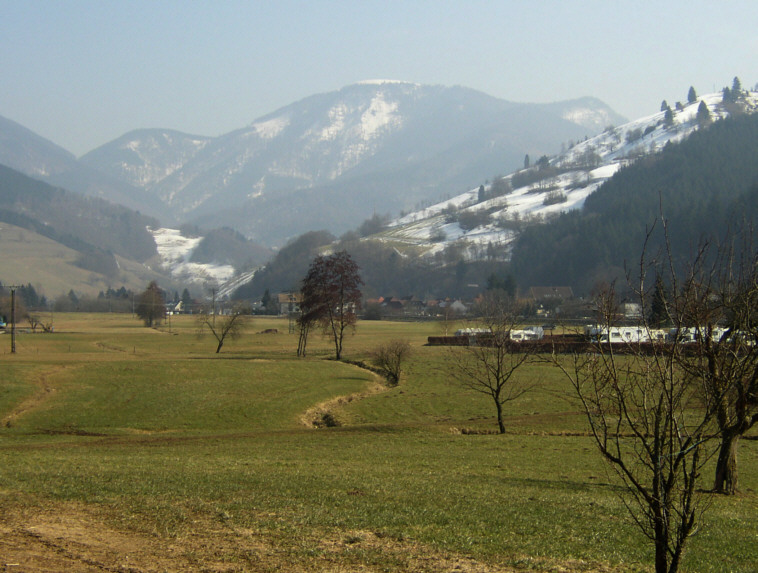
Der Belchen im Südschwarzwald mit kahler Kuppe, vom Münstertal aus

Mit 1493 m ü. NHN ist der Feldberg im Südschwarzwald der höchste Berggipfel. Dort liegen auch das Herzogenhorn (1415,6 m) und der Belchen (1414,2 m). Allgemein sind die Berge des Süd- oder Hochschwarzwaldes höher als die des Nordschwarzwaldes. Der höchste Schwarzwaldberg nördlich der Linie Freiburg–Höllental–Neustadt ist der Kandel (1241,3 m). Wie auch die höchste Erhebung des Nordschwarzwaldes, die Hornisgrinde (1164,4 m), oder die Südschwarzwälder Aussichtsberge Schauinsland (1283,9 m) und Blauen (1165,4 m) liegt er nahe am Westrand des Gebirges.

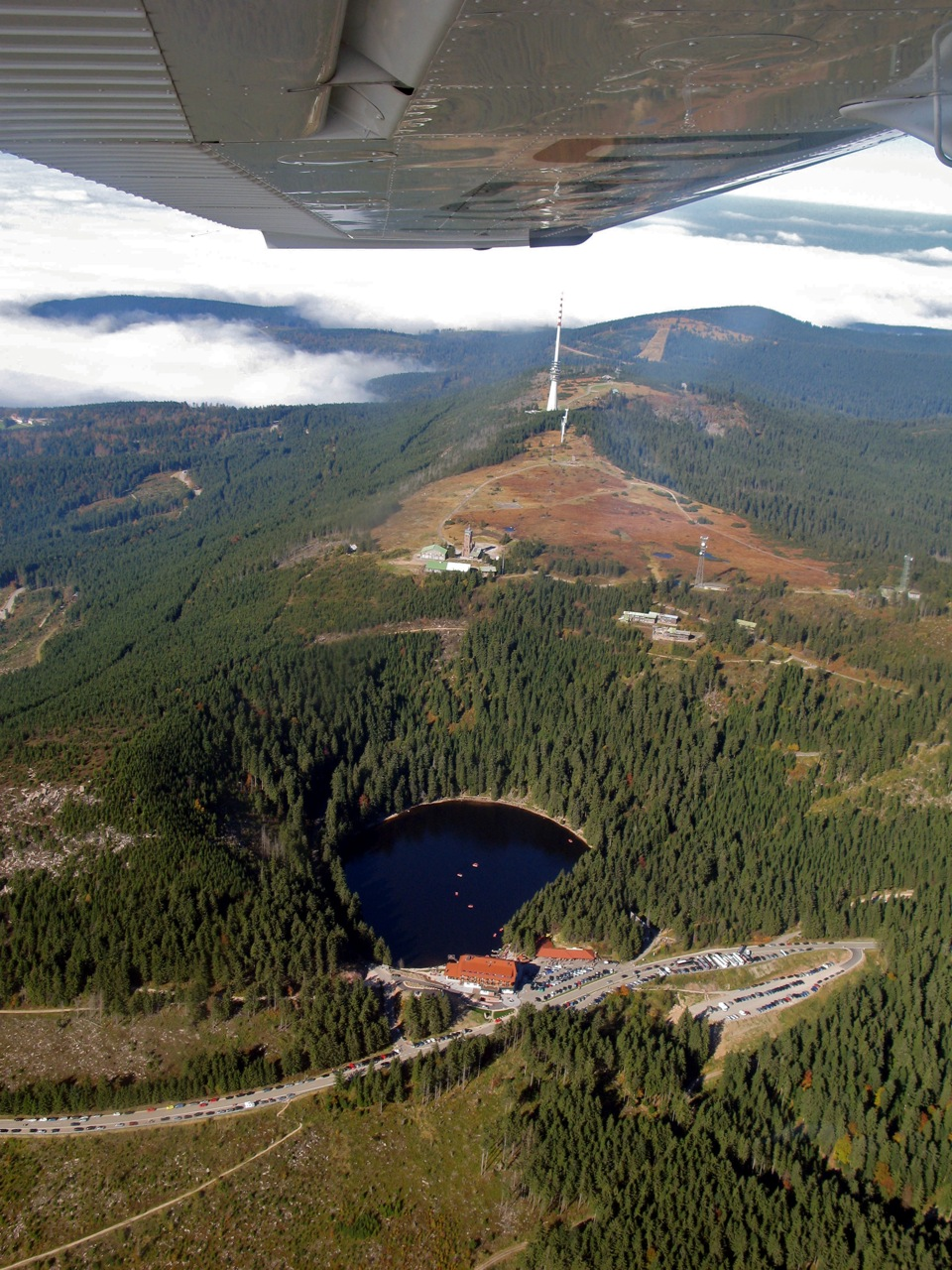
Hornisgrinde und Mummelsee (2010): Plateau mit Hochmoor, Sendemast und Windkrafträder

### Gewässer

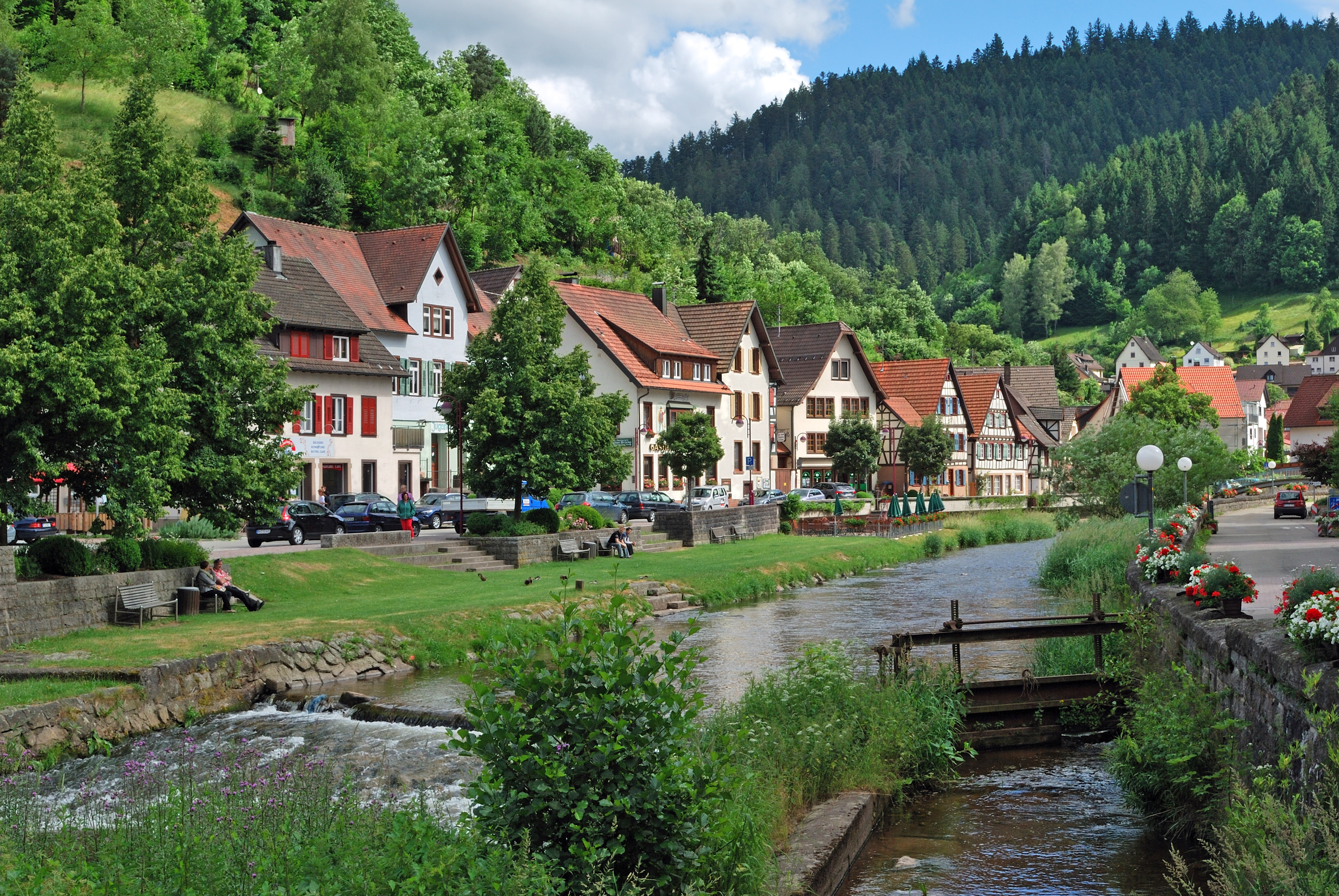
Der Fluss Schiltach in Schiltach

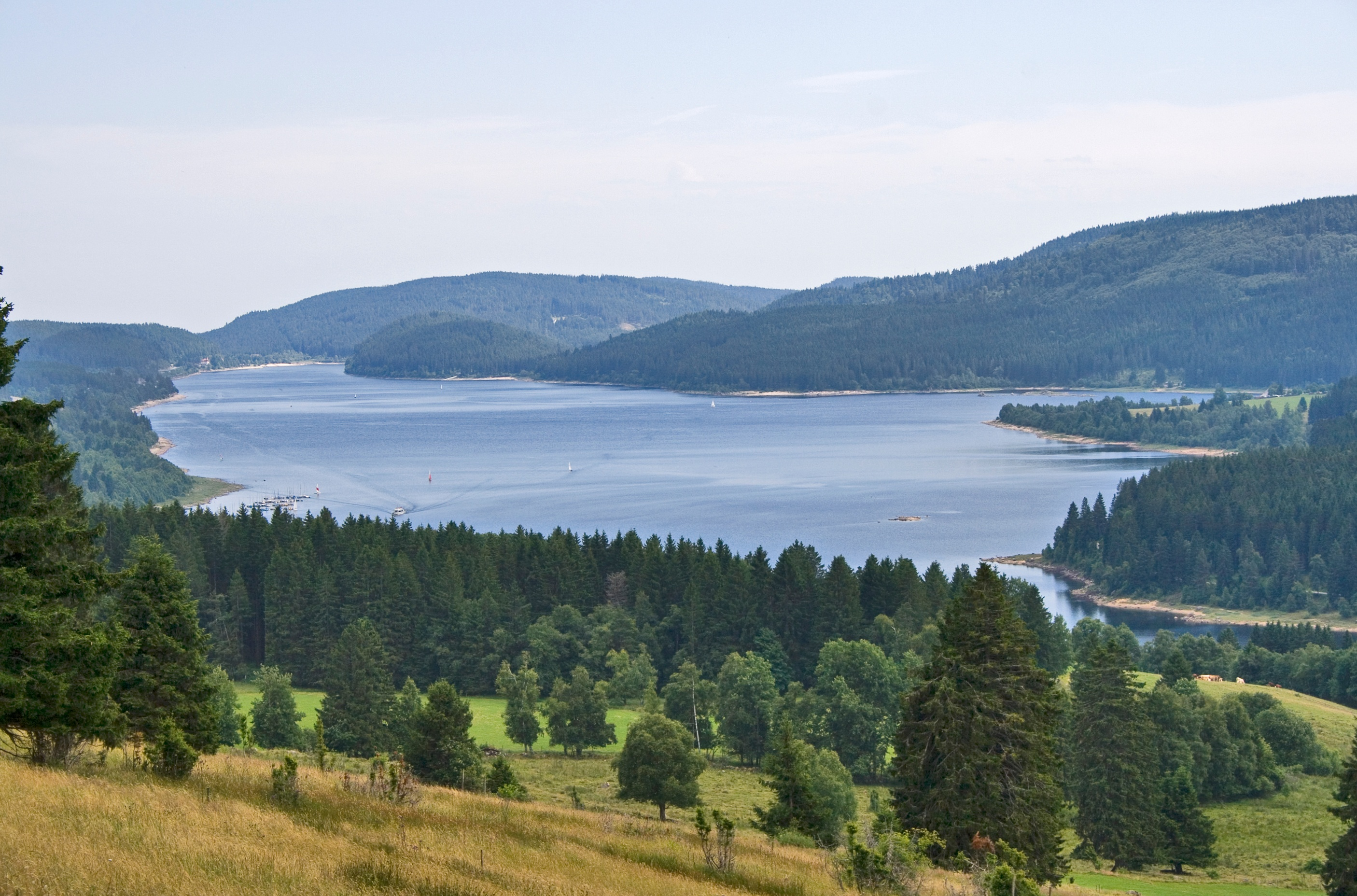
Der Schluchsee, nördlich von St. Blasien

Flüsse, die im Schwarzwald entspringen (der Länge nach, Verlauf außerhalb des Schwarzwaldes eingeschlossen):
- Enz (105 km)
- Kinzig (93 km)
- Elz (90 km)
- Nagold (90 km), hydrologischer Hauptstrang des Nagold-Enz-Systems (149 km)
- Wutach (90 km)
- Murg (79 km), im Nordschwarzwald
- Pfinz (60 km, überwiegend außerhalb des Schwarzwaldes)
- Rench (57 km)
- Schutter (56 km)
- Wiese (55 km)
- Acher (54 km)
- Alb (51 km), im Nordschwarzwald
- Dreisam (mit Rotbach 49 km)
- Breg (46 km), längster Quellfluss der Donau (2857 km)
- Alb (43 km mit Menzenschwander Alb), im Südschwarzwald
- Brigach (40 km), Quellfluss der Donau
- Glatt (37 km),
- Möhlin (32 km)
- Wolf (31 km)
- Schiltach (30 km)
- Kander (30 km)
- Gutach (29 km), Nebenfluss der Kinzig
- Wilde Gutach (28 km)
- Wehra (mit Rüttebach 28 km)
- Oos (25 km)
- Murg (22 km), im Südschwarzwald
- Klemmbach (20 km)
- Glasbach (18 km), hydrologischer Hauptstrang des Neckar-Systems

Bedeutende Seen natürlichen, glazialen Ursprungs im Schwarzwald sind unter anderem der Titisee, der Mummelsee und der Feldsee. Besonders im nördlichen Schwarzwald finden sich eine Reihe weiterer kleiner Karseen. Zahlreiche Stauseen wie der – früher als Natursee noch kleinere – Schluchsee mit den weiteren Seen des Schluchseewerks, die Schwarzenbachtalsperre, die Talsperre Kleine Kinzig oder die Nagoldtalsperre dienen der Stromerzeugung, dem Hochwasserschutz oder der Trinkwasserversorgung.

## Geologie

### Entstehung
Seit dem Einbruch des Oberrheingrabens im Eozän wurden der Schwarzwald an der östlichen und die Vogesen an der westlichen Grabenschulter herausgehoben. Im Zentrum sitzt der (miozäne) Kaiserstuhlvulkan. Das mesozoische Deckgebirge wurde in der Folgezeit auf den Höhen bis auf Reste des Buntsandsteins und des Rotliegenden weitgehend abgetragen, während es im Grabeninneren erhalten ist. Im Pliozän setzte eine ausgeprägte, aber ungleichmäßige Aufwölbung ein, die den südlichen Schwarzwald mit dem Feldberg am stärksten erfasste. So liegt heute im nördlichen Teil um die Hornisgrinde die Oberfläche des Grundgebirges wesentlich niedriger. Im mittleren Schwarzwald entstand die tektonische Mulde des Kinzigtals.
Das geologische Fundament des Schwarzwalds bildet der kristalline Sockel des variszischen Grundgebirges. Er wird im Osten und Nordosten von Buntsandsteintafeln, dem sogenannten Deckgebirge, überlagert. Am Westrand erstreckt sich zum Oberrheingraben hin eine staffelbruchartig abtreppende Vorbergzone mit Gesteinen des Trias und Jura.

### Grundgebirge
Im Grundgebirge herrschen Gneis-Gesteine vor (Ortho- und Paragneise, im Süden ebenso Migmatite und Diatexite, z. B. am Schauinsland und Kandel). In diese Gneise drangen im Karbon eine Anzahl von Granitkörpern ein. Zu den größeren gehören der Triberger Granit und der Forbachgranit, der jüngste ist der Bärhaldegranit. Im Süden liegt die Zone von Badenweiler-Lenzkirch, in der paläozoische Gesteine erhalten sind (Vulkanite und Sedimentgesteine), die als eingeschuppte Reste einer Mikrokontinentkollision gedeutet werden. Noch weiter im Südosten (um Todtmoos) liegen im Gneis eine Reihe von exotischen Einschlüssen (Gabbro von Ehrsberg, Serpentinite und Pyroxenite bei Todtmoos, Norit bei Horbach), die möglicherweise Reste eines Akkretionskeils aus einer Kontinentkollision sind. Zum geologischen Übergangsstockwerk zählen die Rotliegend-Senken, beispielsweise die Schramberger oder die Baden-Badener Senke, mit teils mächtigen Quarzporphyr- und Tuffdecken (aufgeschlossen zum Beispiel am Felsmassiv Battert bei Baden-Baden).

### Deckgebirge
Über dem kristallinen Sockel (Grundgebirge) und dem Übergangsstockwerk erhebt sich im Nordschwarzwald und in den angrenzenden Teilen des Mittleren Schwarzwaldes das Buntsandstein-Deckgebirge mit markanten Stufen. Widerstandsfähigste Deckschicht auf der Stufenfläche der durch die Murgzuflüsse stark aufgelösten Grindenhöhen und der geschlossenen Enzhöhen ist das verkieselte Hauptkonglomerat (Mittlerer Buntsandstein). Nach Osten und Norden schließen sich die Platten des Oberen Buntsandsteins an (Plattensandsteine und Röttone). Südlich der Kinzig verschmälert sich die Buntsandsteinzone auf einen Randsaum im Osten des Gebirges.

### Eiszeit und Formgebung
Es gilt als erwiesen, dass der Schwarzwald während der Hochphasen mindestens der Riß- und Würmeiszeit (bis vor rund 12.000 Jahren) mit dem Feldberg-Gletscher stark vergletschert war. Der glaziäre Formenschatz prägt fast den gesamten Hochschwarzwald und den Hauptkamm des Nordschwarzwalds. Ansonsten ist er lediglich in einer Vielzahl von meist nach Nordosten gerichteten Karen augenfällig. Besonders in dieser Exposition führten Schneeanhäufungen auf den sonnen- und windabgewandten Hängen der Gipfelplateaus zur Bildung kurzer Kargletscher, die diese trichterförmigen Mulden versteilten. In ihnen sind, teils durch anthropogene Überhöhung der Karschwelle, noch einige Karseen erhalten wie Mummelsee, Wildsee, Schurmsee, Glaswaldsee, Nonnenmattweiher, Feldsee. Der Titisee bildete sich als Zungenbeckensee hinter einer Gletschermoräne.

## Klima
Klimatisch hebt sich das Gebirge durch geringere Temperaturen und höhere Niederschläge von den Randlandschaften ab. Regelmäßige Niederschläge während des ganzen Jahres prägen den Mittelgebirgscharakter des Schwarzwalds. Jedoch nehmen die Temperaturen mit zunehmender Höhe nicht etwa gleichmäßig ab und die Niederschläge nicht gleichmäßig zu. Vielmehr steigen die Niederschläge schon in tieferen Lagen und besonders an der niederschlagsreichen Westseite unverhältnismäßig an.

### Regen- und Schneemengen

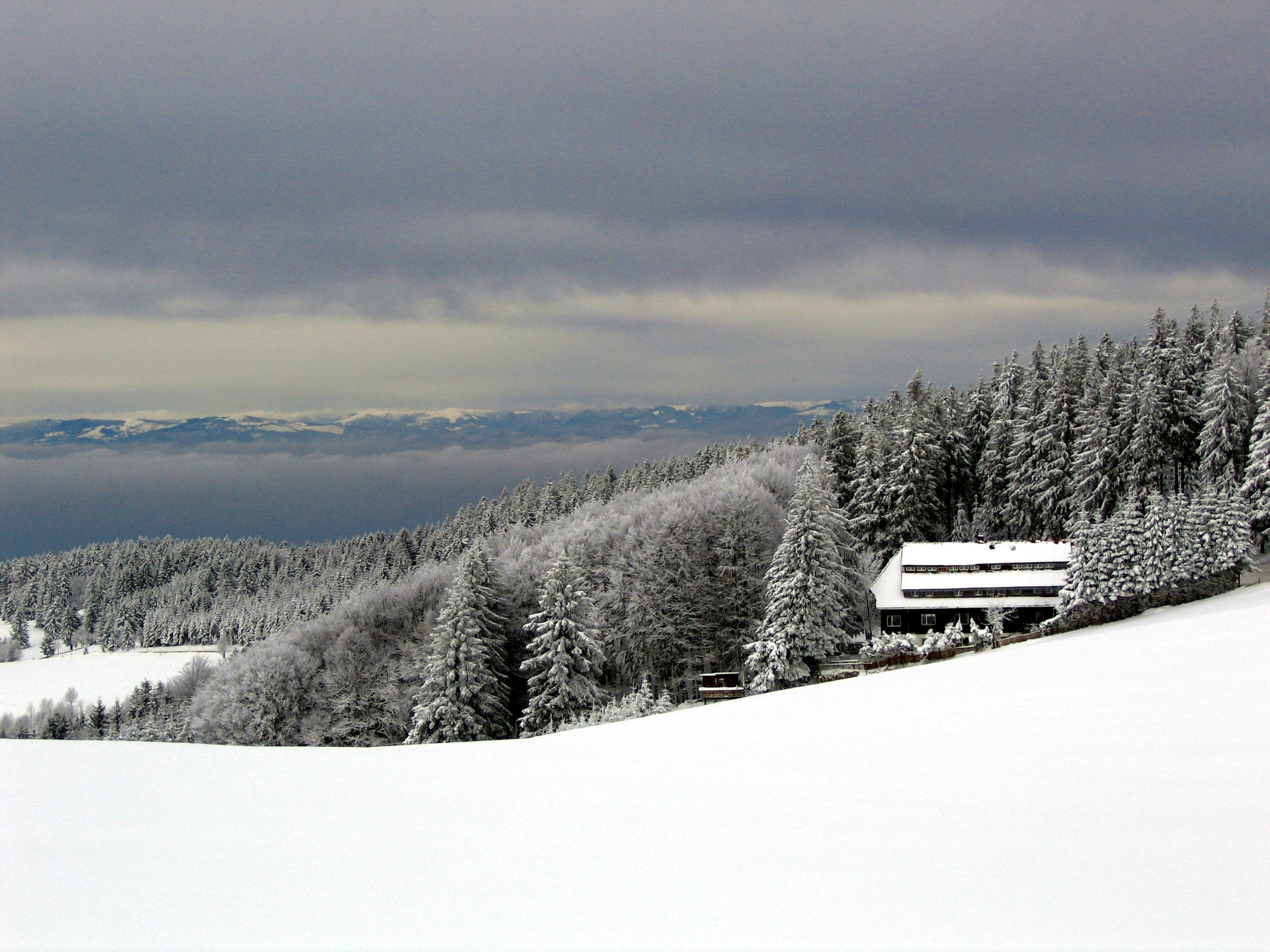
Winter am Schauinsland, im Hintergrund die Vogesen

Die niederschlagsreichsten Bereiche sind die Höhenregionen um die Hornisgrinde im Nord- sowie Belchen und Feldberg im Südschwarzwald, wo jährliche Niederschlagsmengen von 1800 bis 2100 l/m² auftreten. Regenreichen atlantischen Westwinden frei ausgesetzt, fallen im Nordschwarzwald trotz geringerer Höhe in etwa gleich viele Niederschläge wie im Südlichen Schwarzwald. Dort wirken die davor liegenden Vogesen als Regenfänger. Auf der nach Osten exponierten Seite des Mittleren Schwarzwalds wird es wieder wesentlich trockener. So liegen die jährlichen Niederschlagsmengen hier teilweise nur bei etwa 750 l/m².

### Temperaturen und Sonnenscheindauer
Thermisch zeichnen sich die höheren Lagen des Schwarzwalds durch relativ geringe Jahresschwankungen und gedämpfte Extremwerte aus. Gründe sind im Sommer häufig auftretende leichte Winde und eine stärkere Bewölkung. Im Winterhalbjahr führt die häufigere Hochdruckwetterlage auf den Gipfeln zu Sonnenschein, während die Täler in Kaltluftseen unter einer dichten Nebeldecke verschwinden (Inversionswetterlage).

## Geschichte

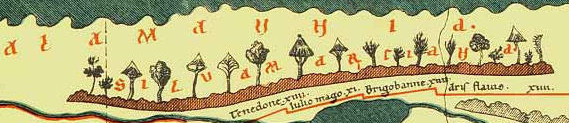
Der Schwarzwald auf der Tabula Peutingeriana: Eine Bergkette mit fantastisch geformten Bäumen als Kennzeichnung für unbesiedeltes und schwer zugängliches Gebiet

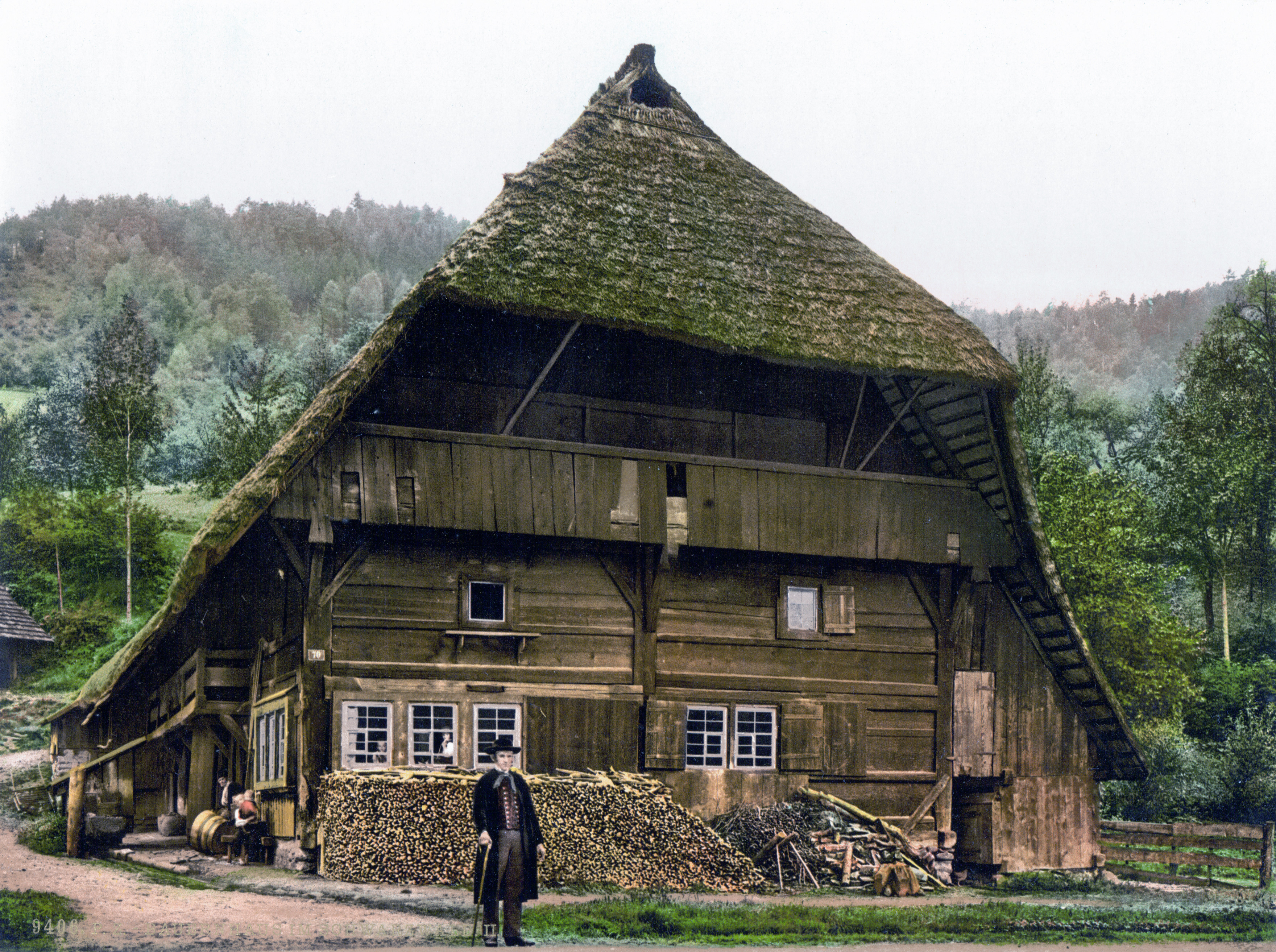
Schwarzwälder Bauernhaus, 1898

In der Antike war der Schwarzwald unter dem Namen Abnoba mons bekannt, nach der keltischen Gottheit Abnoba. In der römischen Spätantike findet sich auch der Name Marciana Silva („Marcynischer Wald“; von germanisch marka, „Grenze“). Wahrscheinlich beschrieb der Schwarzwald die Grenze zum Gebiet der östlich des römischen Limes siedelnden Markomannen („Grenzleute“). Diese wiederum gehörten zu dem germanischen Volk der Sueben, von denen sich die späteren Schwaben ableiteten.
Eine Besiedlung des Schwarzwalds könnte nach neueren wissenschaftlichen Erkenntnissen bereits in der Vor- und Frühgeschichte erfolgt sein. Darauf deuten unter anderem Pollenanalysen und Ergebnisse von Surveys hin. Sicher nachgewiesen sind Siedlungsaktivitäten an den Randbereichen, zum Beispiel im Zartener Becken (Tarodunum), bei Neuenbürg, wo sich vom 6. bis 4. Jahrhundert v. Chr. ein Zentrum der Eisenverhüttung befand, oder in Baden-Baden, dem römischen Thermalbad Aquae vom 1. bis 3. Jahrhundert n. Chr. Im Südschwarzwald bestand wahrscheinlich von der Eisenzeit bis ins frühe Mittelalter eine Straßenverbindung über den Thurner, später schufen die Römer die Kinzigtalstraße. Auf eine kultische Bedeutung des Mittelgebirges weisen ein römischer Tempelbezirk am Brandsteig sowie ein gallo-römisches Quellheiligtum an der Brigachquelle bei St. Georgen hin. Sichere Nachweise für Siedlungen finden sich wieder gegen Ende des 10. Jahrhunderts, beispielsweise Rötenbach, das erstmals 819 erwähnt wird. In einem Urkundenbuch des Klosters St. Gallen wird der Schwarzwald als saltu Svarzwald im Jahr 868 erstmals erwähnt.
Einige der Aufstände (unter anderem die Bundschuh-Bewegung), die dem Deutschen Bauernkrieg vorausgingen, gingen im 16. Jahrhundert vom Schwarzwald aus. Ein weiteres Aufbäumen der Bauern fand in den beiden folgenden Jahrhunderten durch die Salpetererunruhen im Hotzenwald statt.
Vor allem an Passübergängen finden sich im Schwarzwald Reste militärischer Verteidigungsanlagen aus dem 17. und 18. Jahrhundert. Beispiele sind die Barockschanzen des Markgrafen Ludwig Wilhelm von Baden-Baden oder Einzelanlagen wie die Alexanderschanze, die Röschenschanze und die Schwedenschanze der württembergischen Herzöge.
Ursprünglich war der Schwarzwald ein Mischwald aus Laubbaumarten und Tannen – siehe Geschichte des Waldes in Mitteleuropa. In den Höhenlagen wuchsen auch Fichtenbestände. Mitte des 19. Jahrhunderts war der Schwarzwald durch die intensive Nutzung fast vollständig entwaldet und wurde danach überwiegend mit Fichtenmonokulturen wieder aufgeforstet.
1990 entstanden große Waldschäden durch die Orkane Vivian und Wiebke. Am 26. Dezember 1999 wütete im Schwarzwald der Orkan Lothar und richtete besonders in den Fichtenmonokulturen Waldschäden von noch größerem Ausmaß an. Wie bereits nach 1990 mussten große Mengen an Sturmholz jahrelang in provisorischen Nasslagern aufbewahrt werden. Die Auswirkungen des Sturms demonstriert der Lotharpfad, ein Waldlehr- und Erlebnispfad am Naturschutzzentrum Ruhestein auf einer vom Orkan zerstörten Hochwaldfläche von rund 10 Hektar.
Einige kleinere und auch größere Sturmflächen werden heute sich selbst überlassen und dort entwickelt sich wieder ein natürlicher Mischwald.

## Wirtschaft

### Bergbau

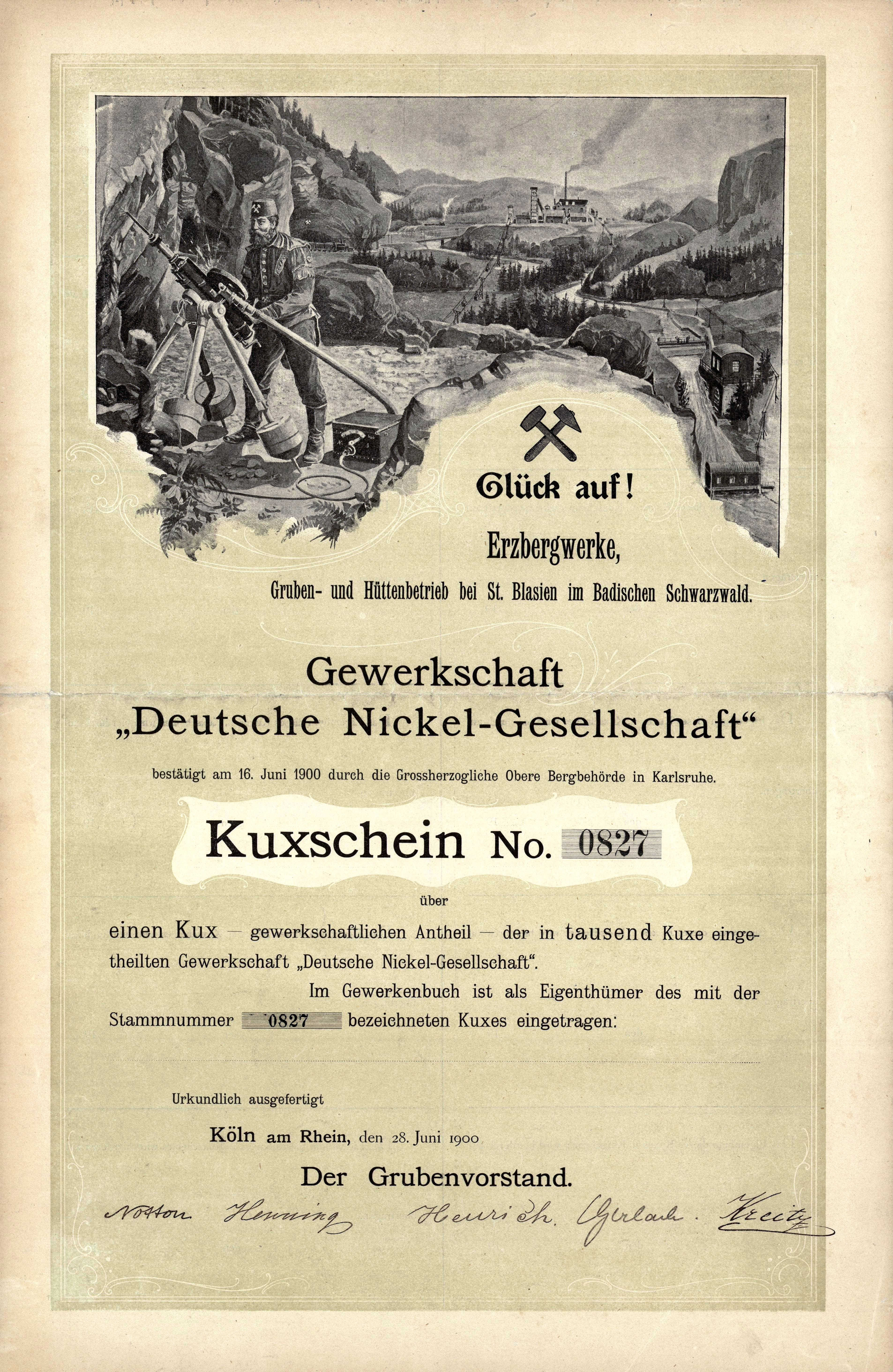
Kuxschein der Gewerkschaft „Deutsche Nickel-Gesellschaft“ vom 28. Juni 1900 mit idealisierter Darstellung des Bergbaues im Wehratal

Die Grundlage des Bergbaus im Schwarzwald bildeten oft gangförmige Erzlagerstätten. Die Entstehung dieser gangförmigen Lagerstätten (Grube Schauinsland: Zink, Blei, circa 700–1000 g Silber/Tonne Blei; Baryt, Fluorit, wenig Blei und Zink im Kinzigtal; BiCoNi-Erze bei Wittichen, Uran wurde im Krunkelbachtal bei Menzenschwand aufgeschlossen, aber offiziell nie regulär abgebaut) wurden früher oft mit der Intrusion karbonischer Granite in die Para- und Orthogneise in Zusammenhang gebracht. Neue Untersuchungen legen nahe, dass diese Gangfüllungen zum guten Teil viel jünger sind (Trias bis Tertiär). Abbauwürdige Fluoritvorkommen gab es im Nordschwarzwald bei Pforzheim, im mittleren Schwarzwald Baryt bei Freudenstadt, Fluorit neben Blei und Silber bei Wildschapbach, Baryt und Fluorit im Rankachtal und bei Ohlsbach, im Südschwarzwald bei Todtnau, Wieden und Urberg.
Kleine liquidmagmatische Vorkommen von Nickelmagnetkies in Norit wurden im Hotzenwald bei Horbach und Todtmoos abgebaut oder exploriert. An schichtgebundenen Lagerstätten sind Eisenerze im Dogger der Vorbergzone und ein Uranvorkommen bei Müllenbach/Baden-Baden zu nennen. Vorkommen von Steinkohle existieren zwar bei Berghaupten und Diersburg, waren aber immer nur von lokaler Bedeutung.
Zeitlicher Ablauf: Steinzeitlicher Bergbau auf Hämatit (als rotes Pigment) ist bei Sulzburg nachgewiesen. Bereits im 5. und 6. Jahrhundert v. Chr. wurde von den Kelten im Nordschwarzwald Eisenerz gewonnen (beispielsweise in Neuenbürg, siehe Grube Frischglück). Insbesondere im Mittleren Schwarzwald sowie im Südschwarzwald (zum Beispiel im Münstertal) fand vermutlich schon in der Römerzeit Erzbergbau statt (Gewinnung von Silber- und Bleierzen, Hinweise für Sulzburg und möglicherweise Badenweiler). Bis ins frühe Hochmittelalter war der Hochschwarzwald praktisch unbesiedelt. Im Laufe der Binnenkolonisation im späteren Hochmittelalter wurde ausgehend von den dort gegründeten Klöstern (St. Peter, St. Märgen) auch die Hochebene kultiviert. Im späteren Hochmittelalter (ab etwa 1100) erlebte auch der Bergbau wieder einen Aufschwung, insbesondere um Todtnau, im Münster- und Suggental, später auch am Schauinsland. Man nimmt an, dass bis zum Ausgang des Mittelalters etwa 800–1000 Bergleute im Münstertal lebten und arbeiteten. Nach der Pest, die das Tal 1516 heimsuchte, dem Deutschen Bauernkrieg (1524–26) und dem Dreißigjährigen Krieg ging der Bergbau in der Region bis auf wenige Gruben zurück.
Ein bedeutenderes Bergbaugebiet war auch das Kinzigtal und seine Seitentäler. Die kleine Bergbausiedlung Wittichen bei Schenkenzell im oberen Kinzigtal hatte zahlreiche Gruben, in denen über Schwerspat, Kobalt und Silber vielerlei abgebaut wurde. Ein geologischer Pfad führt heute noch als Rundweg vorbei an alten Gruben und Abraumhalden.
Ein erneuter Aufschwung begann Anfang des 18. Jahrhunderts nach dem Verlust des Elsass an Frankreich. Er dauerte bis in das 19. Jahrhundert. Viele Gruben aus dieser Zeit können heute als Schaubergwerk besichtigt werden, wie beispielsweise die Grube Teufelsgrund (Münstertal), die Grube Finstergrund bei Wieden, der Hoffnungsstollen Todtmoos, das Bergwerk im Schauinsland, die ehemals besonders silberreiche Grube Wenzel in Oberwolfach und die Grube Segen Gottes in Haslach-Schnellingen.
Buntmetallbergbau wurde im Schwarzwald bis in die Mitte des 20. Jahrhunderts bei Wildschapbach und am Schauinsland (bis 1954) betrieben, der Bergbau auf Fluorit und Baryt hält in der Grube Clara im Rankachtal in Oberwolfach bis heute an. Eisenerze des Doggers wurden bis in die 1970er Jahre bei Ringsheim gefördert und in Kehl verhüttet.
Insgesamt sind die im Schwarzwald gewonnenen Silbermengen im Vergleich zum Erzgebirge oder zum Harz eher bescheiden und machen weniger als zehn Prozent der jeweils dort gewonnenen Mengen aus.
Weitere Besucherbergwerke im Schwarzwald sind die Grube Hella-Glück bei Neubulach, die Grube Silbergründle bei Seebach, die Grube Himmlisch Heer bei Hallwangen, das Besucherbergwerk Freudenstadt, die Grube Caroline bei Sexau und das Silberbergwerk Suggental bei Waldkirch.

### Forstwirtschaft

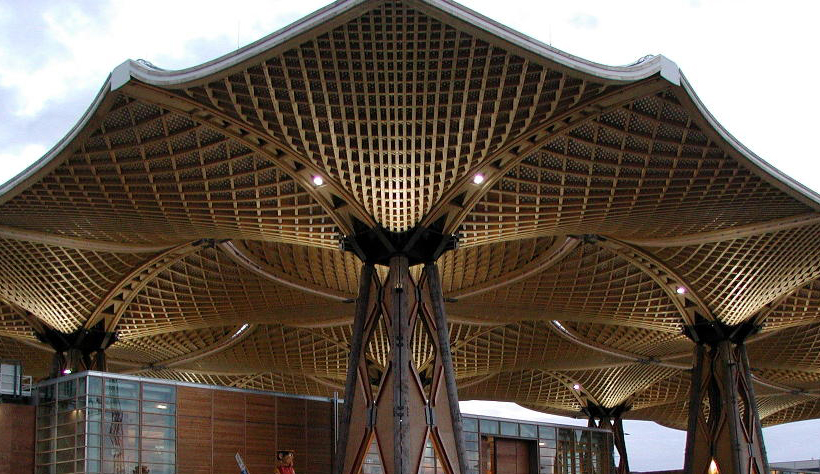
Stämme von Weiß-Tannen aus Gersbach stützen das mit 16.000 m² (zwei Fußballfelder) größte freitragende Holzdach der Welt auf der Expo 2000.

Über Enz, Kinzig, Murg, Nagold und Rhein wurde während mehrerer Jahrhunderte Holz aus dem Schwarzwald auf dem Wege der Flößerei zur Verwendung im Schiffbau, als Bauholz und für andere Zwecke exportiert. Dieser Wirtschaftszweig boomte im 18. Jahrhundert und führte zu großflächigen Kahlschlägen. Da die langen und gerade gewachsenen Tannen für den Schiffbau meist in die Niederlande geflößt wurden, wurden sie auch als „Holländer“ bezeichnet. Die Stämme dienten in den Niederlanden vor allem als Pfahlgründung für den Hausbau in sandigem und nassem Untergrund. Bis heute stehen in Amsterdam große Teile des historischen Baubestandes auf diesen Pfählen, und im Schwarzwald zeugen Wiederaufforstungen mit Fichtenmonokulturen von der Zerstörung des ursprünglichen Mischwaldes. Aufgrund des Ausbaus des Schienen- und Straßennetzes als alternative Transportmöglichkeiten endete die Flößerei größtenteils mit Ende des 19. Jahrhunderts.
Heute werden besonders große Tannen mit bis auf große Höhe astfrei gewachsenem Stamm vor allem nach Japan verschifft. Die Expo 2000 ermöglichte durch den weltweiten Werbeeffekt eine Wiederauferstehung der Stammholzexporte. Die Bedeutung der Holzbestände auch des Schwarzwalds hat in der jüngsten Vergangenheit aufgrund des zunehmenden Bedarfs an Holzpellets zu Heizzwecken wieder stark zugenommen.

### Glasherstellung, Köhlerei und Pottaschegewinnung
Der Holzreichtum des Schwarzwalds lieferte die Grundlage für weitere Wirtschaftszweige, die heute weitgehend verschwunden sind. Köhler errichteten in den Wäldern ihre Meiler und stellten Holzkohle her, die ebenso wie die Erzeugnisse der Pottasche-Sieder unter anderem in der Glasherstellung weiterverarbeitet wurde. Für das Waldglas lieferte der Schwarzwald Rohstoffe und Energie. Davon zeugen noch heute einige Glasbläsereien z. B. im Höllental, bei Todtnau und die Dorotheenhütte in Wolfach und das Wald-Glas-Zentrum in Gersbach (Schopfheim), die besichtigt werden können.

### Mineralwasser
Die Peterstaler Mineralquellen vertreiben das in Peterstal 1837 entdeckte Mineralwasser. Die Mineralbrunnen Überkingen-Teinach ist ein Getränkehersteller mit Sitz in Bad Teinach-Zavelstein im Landkreis Calw, der das dortige Mineralwasser abfüllt und vermarktet.

### Feinwerktechnik, Uhren- und Schmuckherstellung

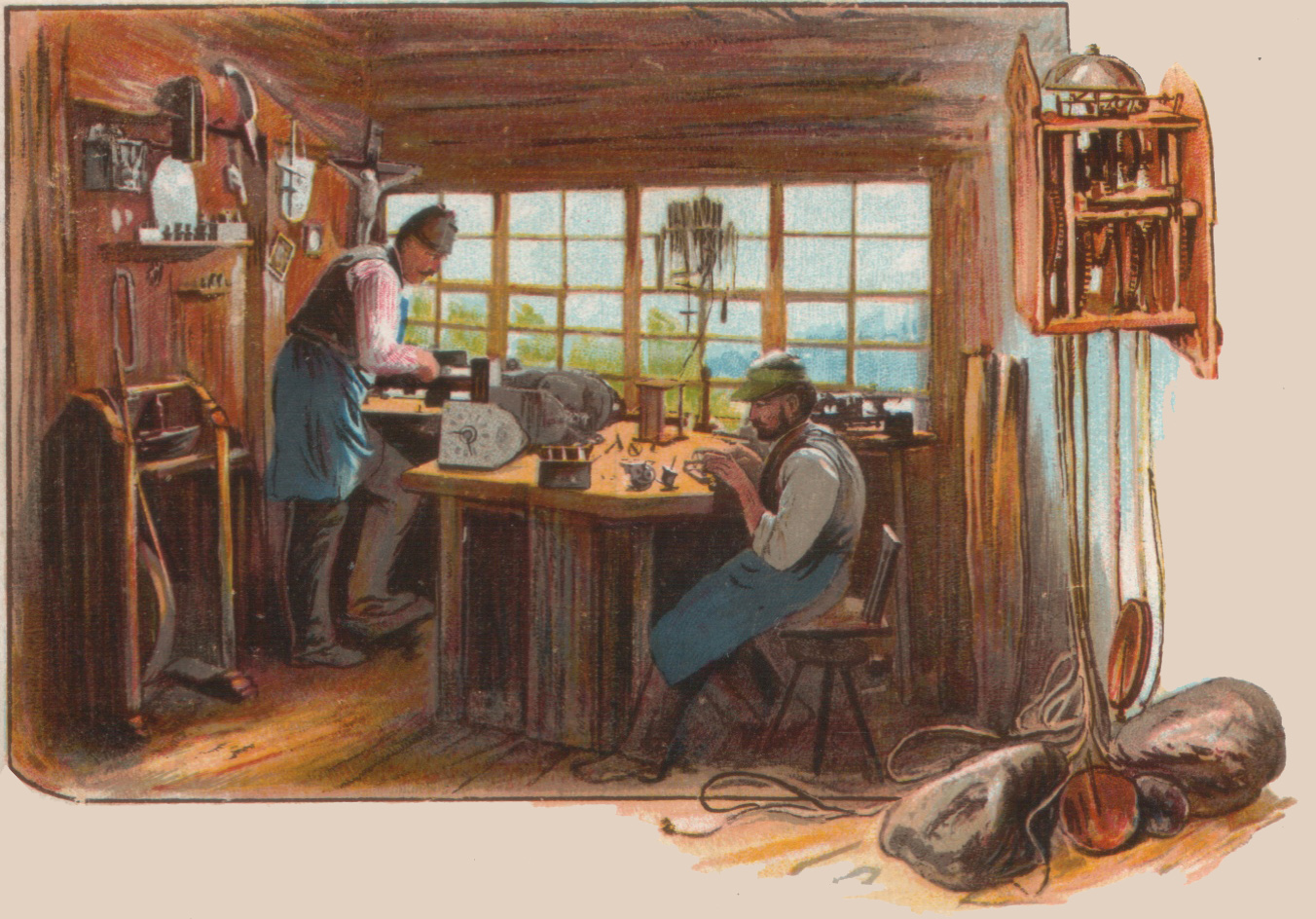
Uhrmacherwerkstatt in einer Stube (Postkarte um 1900)

Im Schwarzwald entstanden erste Uhren bereits in der zweiten Hälfte des 17. Jahrhunderts. Aber erst ab etwa 1730 konnte sich die Uhrmacherei als eigenes Gewerbe etablieren.
Viele kleine Werkstätten zwischen Triberg und Titisee-Neustadt bauten im 18. und 19. Jahrhundert Uhren mit Werken aus Holz. Diese Uhren waren konkurrenzlos preisgünstig, denn Holz war im Überfluss vorhanden und leichter zu bearbeiten als Metall. Darüber hinaus wurden sie ab 1780 arbeitsteilig hergestellt: Neben den eigentlichen Uhrmachern gab es hochspezialisierte Zulieferhandwerke wie Gestellmacher, Gießer für Glocken und Zahnradrohlinge, Kettenmacher und Schilderhersteller.
Bis zur Gründung erster eigentlicher Uhrenfabriken dominierten diese hausindustriell hergestellten Produkte den Weltmarkt für Wanduhren. Ein wesentlicher Faktor für diesen Erfolg war auch, dass die Schwarzwälder die Vermarktung selbst in die Hand genommen hatten. Schon im 18. Jahrhundert verteilten Handelsgesellschaften die Uhren im In- und Ausland.
Mitte des 19. Jahrhunderts geriet die hausgewerbliche Herstellung durch die ersten eigentlichen Uhrenfabriken in eine tiefe Krise. Doch um 1900 hatte sich auch im Schwarzwald die Großserienproduktion neuartiger Uhren aus Metall durchgesetzt. Mit den Zentren in Schramberg (Junghans, Hamburg-Amerikanische Uhrenfabrik) und Schwenningen auf der benachbarten Hochebene Baar (Bürk, Kienzle, Mauthe) hatte sich der Südwesten Deutschlands wieder zu einem Weltzentrum für Großuhren gemausert. Neben Weckern, Tisch-, Wand- und Standuhren wurden auch technische Uhren wie Kontrolluhren hergestellt. Im letzten Drittel des 20. Jahrhunderts mussten die meisten Hersteller auf Grund der Quarzkrise schließen.
Im 20. Jahrhundert entwickelte sich die Produktion der Unterhaltungselektronik durch Firmen wie SABA, Dual und Becker.
In Pforzheim finden sich seit den Anfängen der Industrialisierung bis heute zahlreiche Unternehmen der Schmuckfabrikation, die Edelmetalle und Edelsteine verarbeiten. Ebenfalls in Pforzheim beheimatet ist die dort ansässige Goldschmiedeschule.

### Wasserkraftnutzung

#### Wassermühlen
Aufgrund der großen Niederschlagsmengen und Höhenunterschiede besitzt der Schwarzwald ein bedeutendes Wasserkraftpotential. Es diente bis ins 19. Jahrhundert vor allem zum Betreiben zahlreicher Mühlen, darunter Sägemühlen und Hammerwerke, und war anschließend einer der Standortfaktoren bei der Industrialisierung einiger Schwarzwaldtäler.

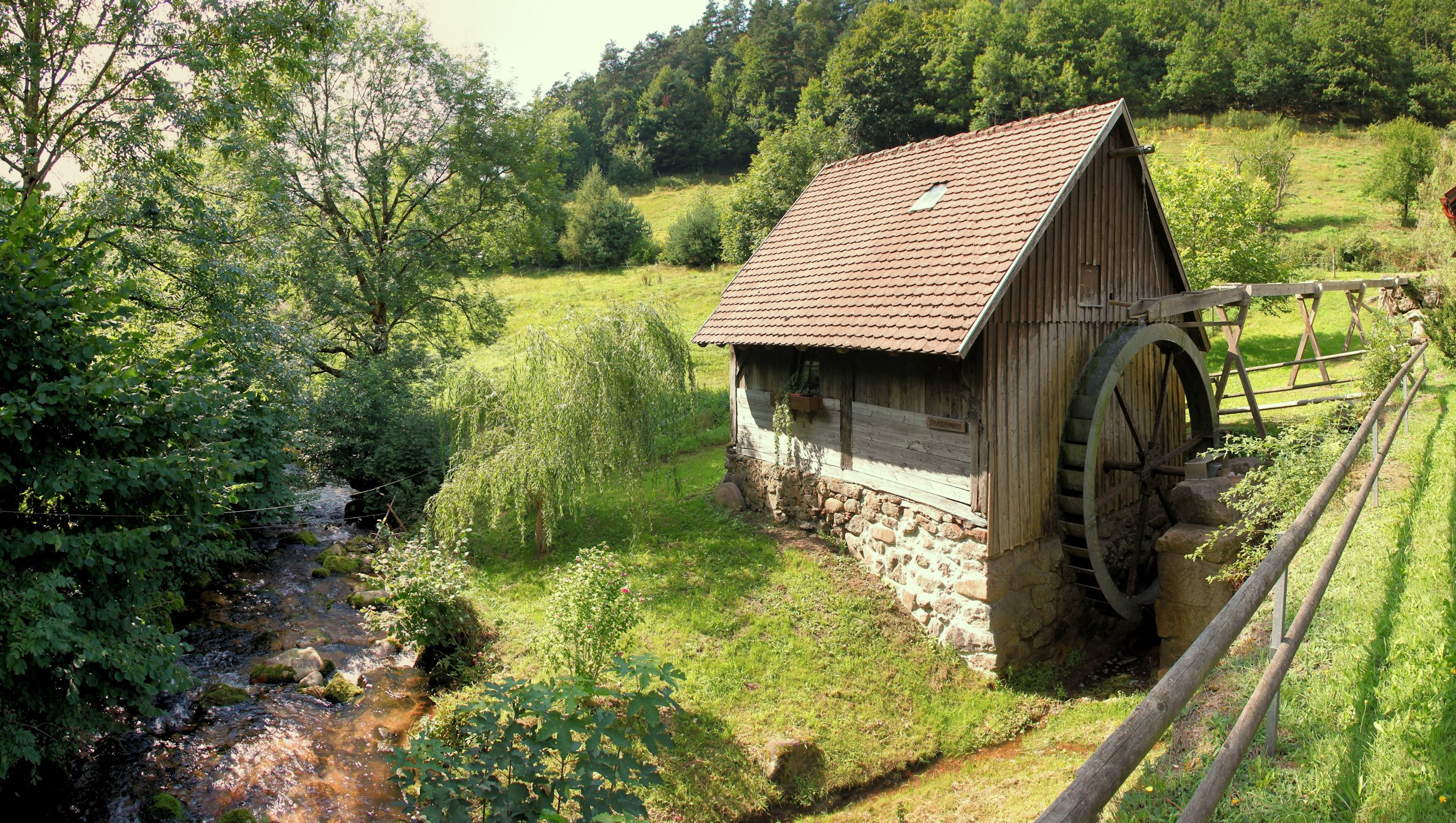
Die Straßerhofmühle in Hornberg, eine typische Schwarzwälder Bauernmühle
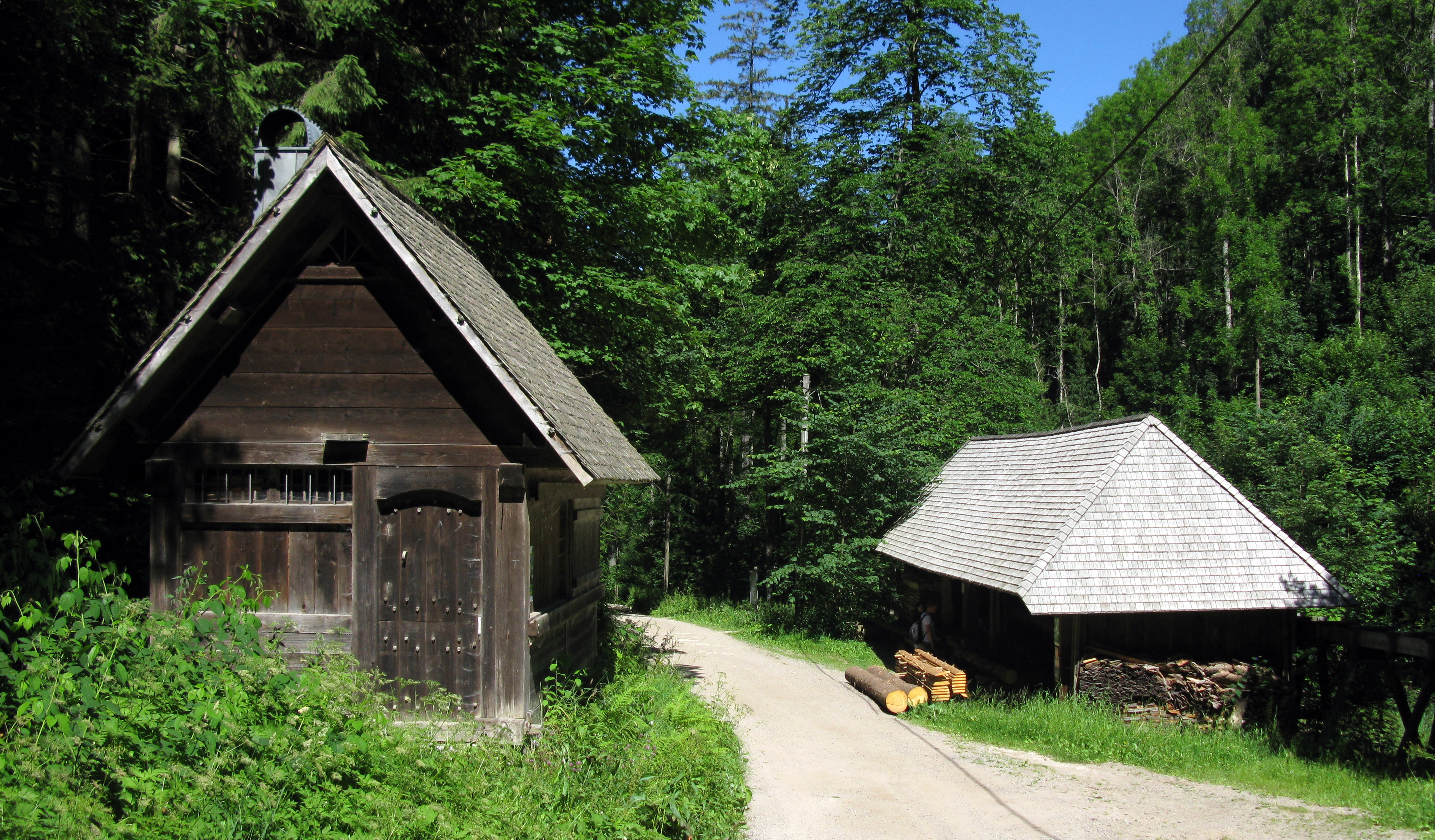
Eine Südschwarzwälder Sägemühle aus dem 14. Jahrhundert ist die Kingenhofsäge
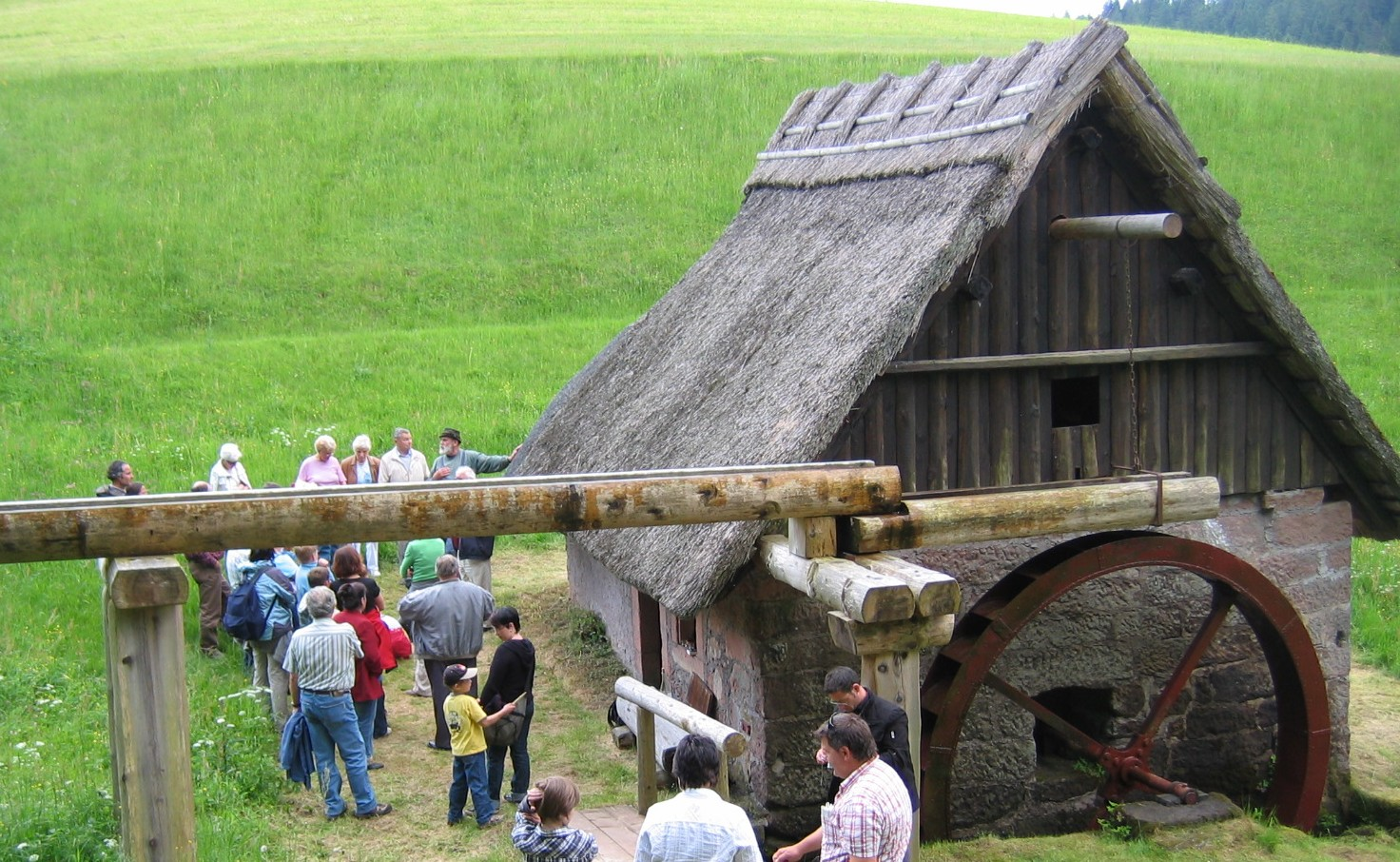
Die strohgedeckte Mooswaldmühle aus dem 17. Jahrhundert

#### Laufwasserkraftwerke und Pumpwasserkraftwerke

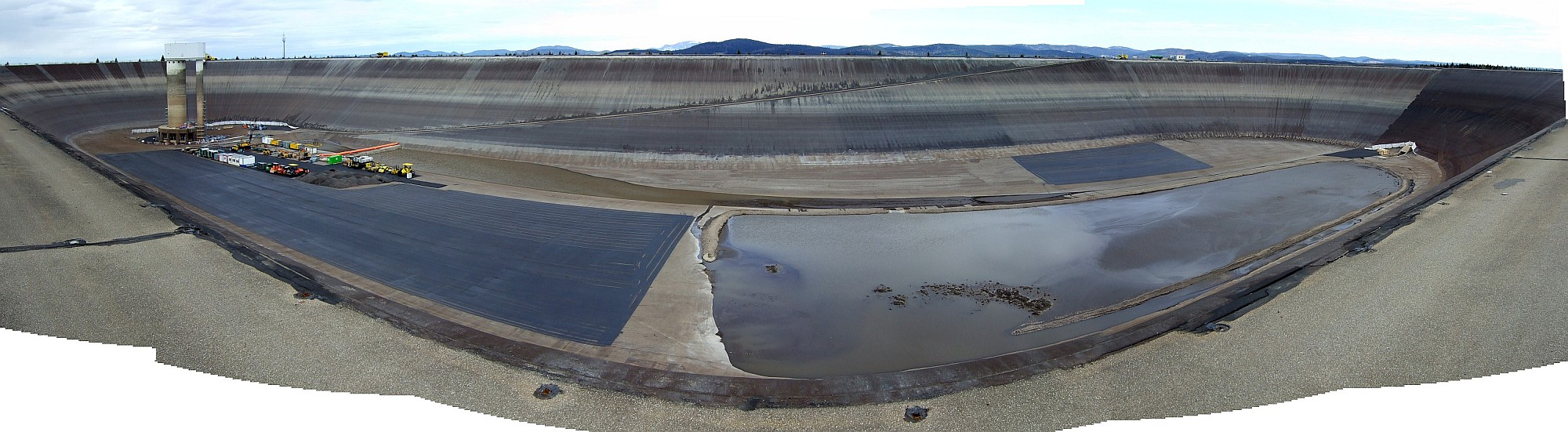
Hornbergbecken bei Herrischried, Oberbecken uSpeicherkraftwerks Wehr (geleert, Mai 2008)

Seit dem 20. Jahrhundert wird im Schwarzwald mit Laufwasser- und Pumpspeicherkraftwerken im größeren Maßstab elektrischer Strom erzeugt. Von 1914 bis 1926 entstand im Nordschwarzwälder Murgtal das Rudolf-Fettweis-Werk mit der Schwarzenbachtalsperre.
Der Schluchsee wurde 1932 mit seiner neu errichteten Staumauer zum Oberbecken eines Pumpspeicherkraftwerks. Zum Verbund des Südschwarzwälder Schluchseewerks gehören im Jahr 2013 fünf Kraftwerke mit 14 Speicherbecken. Beim Hornbergbecken ermöglichen die topographischen Gegebenheiten eine mittlere Fallhöhe des Wassers von 625 m zum Antrieb der Turbinen, bevor dieses in die Wehratalsperre fließt.
Infolge des Erneuerbare-Energien-Gesetzes wurden im beginnenden 21. Jahrhundert zahlreiche kleinere Laufwasserkraftwerke wieder in Betrieb genommen oder neu errichtet.

## Tourismus und Verkehr
Weite Teile des Schwarzwalds leben heute hauptsächlich von der Tourismusbranche. Die von der Schwarzwald Tourismus GmbH betreute Ferienregion reicht weit über den naturräumlichen Schwarzwald hinaus und erstreckt sich auf insgesamt 11.100 Quadratkilometer. Im Frühjahr, Sommer und Herbst ermöglichen ausgedehnte Wanderwegrouten und Mountainbikestrecken verschiedenen Zielgruppen die Nutzung des Naturraumes. Im Winter stehen die Wintersportarten im Vordergrund. Sowohl Ski Alpin als auch Ski Nordisch kann vielerorts betrieben werden.

### Statistik
Im Dezember 2019 boten in der Ferienregion Schwarzwald 2845 gewerbliche Betriebe 157.859 Schlafgelegenheiten an. Rund 91.000 Schlafgelegenheiten davon finden sich in den 1843 Hotels der Ferienregion. Daneben gibt es in der Ferienregion etwa 8000 weitere Gastgeber und Privatvermieter mit weniger als zehn Betten. Sie werden in dieser Statistik nicht erfasst.
Der Tourismus sichert rund 100.000 Arbeitsplätze direkt und mehr als 300.000 Arbeitsplätze in den Zulieferbetrieben und bei Dienstleistern in der Region. Im Vergleich dazu: Im Jahr 2009 rechnete die Schwarzwald Tourismus GmbH mit rund 140.000 direkten Vollarbeitsplätzen im touristischen Sektor und rund 34,8 Millionen touristischen Übernachtungen. 2019 sind die Urlauberzahlen aus Deutschland mit plus 3,2 Prozent stärker gestiegen als die Zahl der ausländischen Gäste (+2,9 %). Die wichtigsten Auslandsmärkte haben dabei überproportional zum Erfolg beigetragen: die Schweiz mit einem Zuwachs um 4,3 Prozent Gäste, Frankreich mit einem Plus von 9,7 Prozent. Prozentual ähnlich starke Zuwächse gibt es aus Spanien (+9,8 %), Belgien (+8,1 %) und Italien (+5,7 %). 6.800 Gäste weniger aus China und Hongkong im Jahr 2019 bedeuteten auch rund 10.400 Übernachtungen weniger in den auf asiatische Gäste spezialisierten Betrieben.
Zu beachten ist, dass sich die genannten Statistiken auf das Verbandsgebiet der Schwarzwald Tourismus GmbH beziehen und nicht auf den Naturraum Schwarzwald, sie enthalten auch übernachtungsstarke Kommunen wie Rust mit dem Europapark oder Freiburg (beide mit mehr als einer Million Übernachtungen pro Jahr). Der Naturraum Schwarzwald zeichnet sich jedoch weiträumig durch zahlreiche Gemeinden mit besonders hoher Tourismusintensität aus, das heißt, sie verzeichnen viele Übernachtungen pro Einwohner. Die Gemeinde Feldberg (Schwarzwald) sticht in dieser Hinsicht hervor mit (2019) etwa 560.000 Übernachtungen auf nur knapp 1900 Einwohner.

### Ausflugsziele

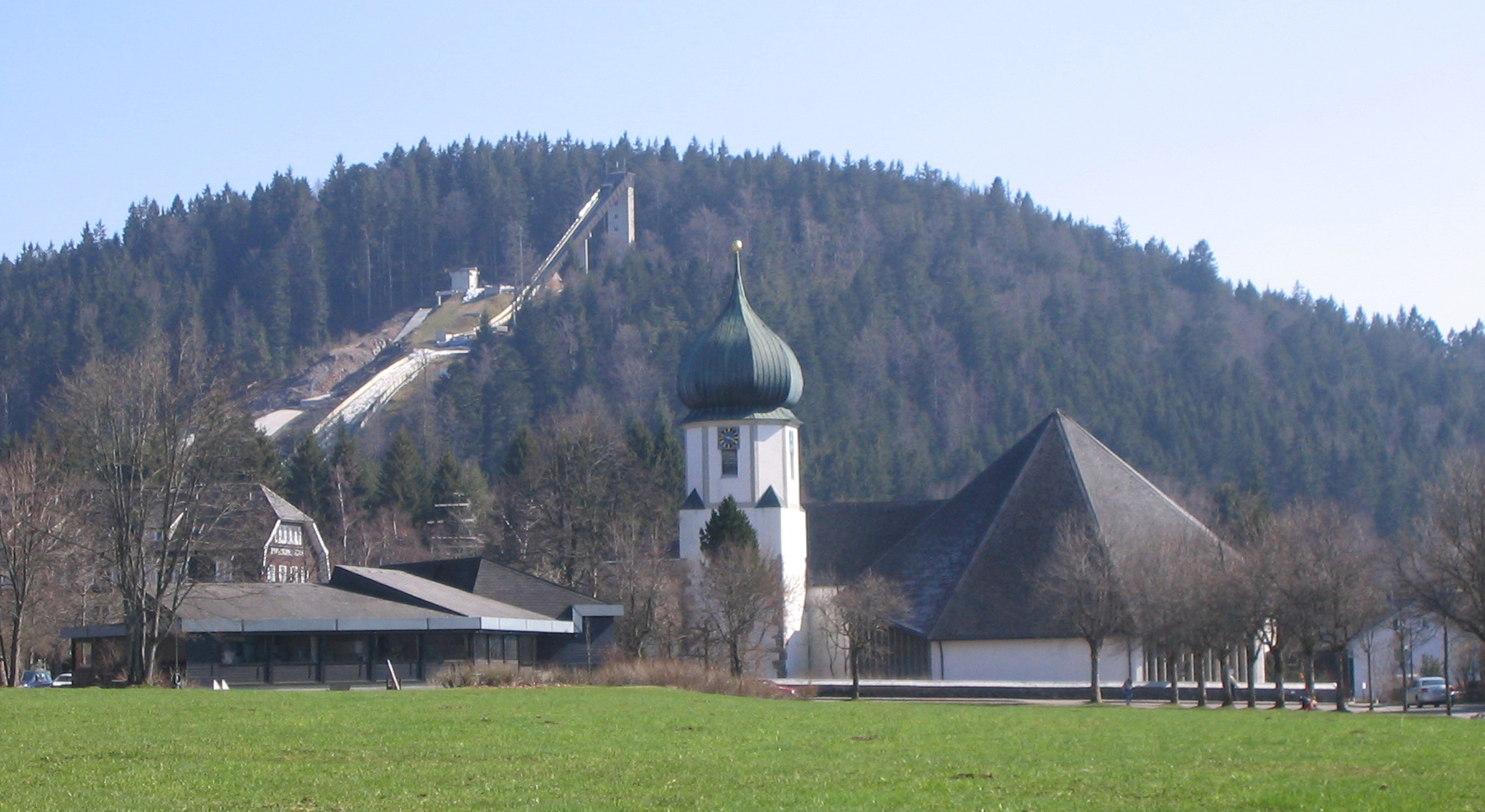
Hinterzarten im Südschwarzwald: Kirche und Adlerschanze

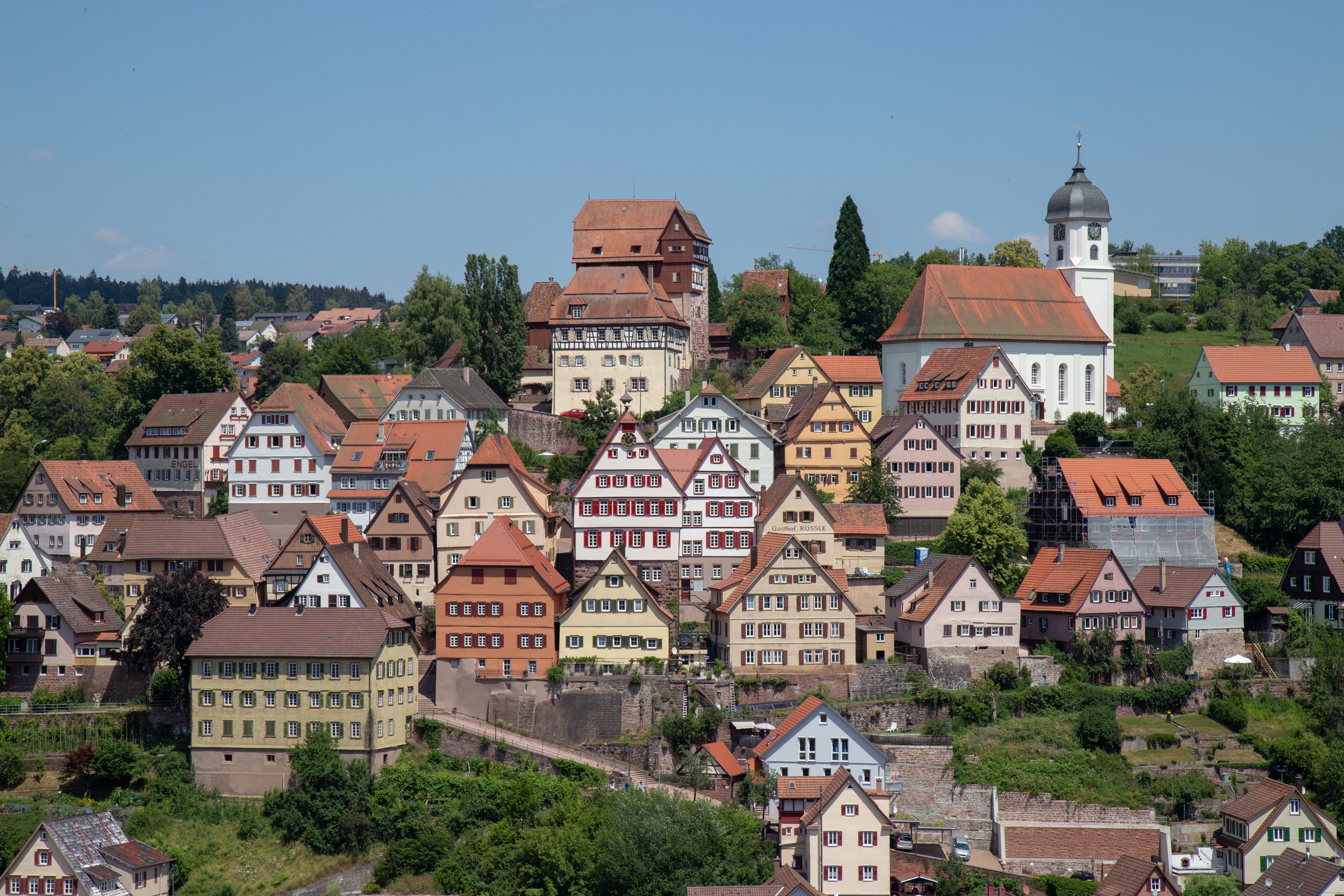
Die Altstadt von Altensteig im Nordschwarzwald

Im Naturpark Südschwarzwald mit dem Biosphärengebiet Schwarzwald, sowie dem Naturpark Schwarzwald Mitte/Nord, in dessen Areal sich der Nationalpark Schwarzwald befindet, erleben Besucher ursprüngliche Natur.
Stark frequentierte touristische Ausflugs- und Erholungsziele im Schwarzwald sind etwa der Titisee, der Mummelsee und der Schluchsee. Die Seen bieten die Möglichkeit, Wassersportarten wie Tauchen und Windsurfen zu betreiben. Von Freiburg kommend werden diese Seen über die B 31 durch das Höllental erreicht, vorbei am Hirschsprung-Denkmal an dessen engster Stelle, und an der Oswald-Kapelle unterhalb der Ravennaschlucht.
Aussichtsberge sind neben dem Feldberg vor allem der Belchen, der Kandel, der Brandenkopf und der Schauinsland sowie im Nordschwarzwald die Hornisgrinde, der Schliffkopf, der Hohloh, der Merkur und die Teufelsmühle. Das Murgtal, das Kinzigtal, die Wutachschlucht oder etwa die Triberger Wasserfälle werden häufig besucht. Die Höhenunterschiede des Gebirges werden vielerorts von Drachen- und Gleitschirmfliegern genutzt.

### Wintersport
Die Anfänge des Wintersports im Schwarzwald liegen gerade mal ein gutes Jahrhundert zurück. Erst 1888 kam das erste Paar Schneeschuhe in die Region. Doch schon innerhalb weniger Jahre entwickelte sich eine lebhafte Wintersportkultur. Nachdem die ersten Skifahrer den Feldberg bestiegen hatten, entwickelte sich das Skifahren im Schwarzwald schnell zum Modesport. Skifahren galt als schick und lockte ein durchaus mondänes Publikum in den Schwarzwald. Von Anfang an waren auch Frauen auf Skiern unterwegs. In einer Zeit, in der Sport für Frauen eigentlich nicht vorgesehen war, wurden Skifahrerinnen von ihren männlichen Kameraden als gleichberechtigte Partner angesehen. Das erste Damenskirennen fand schon 1897 auf dem Feldberg statt.
Bekannte Wintersportgebiete liegen um den Feldberg, bei Todtnau mit der FIS-Ski-Alpin-Strecke „Fahler Loch“ und in Hinterzarten, einer Hochburg und Talentschmiede der deutschen Skispringer. Im Nordschwarzwald konzentrieren sich die Wintersportgebiete entlang der Schwarzwaldhochstraße und auf dem Höhenzug zwischen Murg und Enz um Kaltenbronn.
Seit 1973 gibt es in mehreren Orten im Schwarzwald Schlittenhunderennen. In Todtmoos fand 1994 die erste Weltmeisterschaft in Deutschland statt, die zweite dann 2003, die dritte 2015.

### Wanderwege
Im Schwarzwald finden sich sehr verschiedenartige Wanderwege, teilweise von überregionaler Attraktivität. Grundgerüst ist ein Fernwanderwegesystem mit Längs- und Querwegen, das vor allem zu Beginn des 20. Jahrhunderts seitens des Schwarzwaldvereins aufgebaut wurde. Der bekannteste davon ist der recht steigungsintensive Westweg. Nach 1950 wurden, dem geänderten Bedarf folgend, Rundwanderwege ausgewiesen, zunächst vom relativ dichten Bahnstreckennetz aus, später überwiegend von eigens angelegten Wanderparkplätzen aus. Aktuell werden spezielle, stärker erlebnisorientierte Themenwege angelegt, teils als konzipierte Anlage (Barfußpark Dornstetten, Park mit allen Sinnen in Gutach), teils unmittelbaren Naturkontakt erschließend (Schluchtensteig). Straßen und allzu breite Forstwege werden dabei konsequenter gemieden als bisher.
- Westweg Pforzheim–Basel
- Mittelweg Pforzheim–Waldshut
- Ostweg Pforzheim–Schaffhausen
- Schwarzwald-Nordrandweg Mühlacker-Karlsruhe (3 Tage)
- Querweg Rottweil–Lahr (4 Tage)
- Querweg Gengenbach–Alpirsbach (2–3 Tage)
- Querweg Freiburg–Bodensee (6–7 Tage)
- Hansjakobweg I (Rundweg 3 Tage)
- Hansjakobweg II (Rundweg 4 Tage)
- Murgleiter (5 Tage, „Premium-Wanderweg“)
- Gernsbacher Runde (Rundweg 2–3 Tage, „Premium-Wanderweg“)
- Baiersbronner Seensteig (Rundweg, 5 Tage)
- Kandelhöhenweg Oberkirch–Freiburg (5 Tage)
- Schluchtensteig (Fernwanderstrecke, 5–6 Tage, Prädikatswanderweg)
- Zweitälersteig (Rundweg, 5 Tage, Prädikatswanderweg)
- Schwarzwald-Schwäbische-Alb-Allgäu-Weg, auch Hauptwanderweg 5, führt über 311 Kilometer ins Allgäu. Er wird vom Schwäbischen Albverein betreut.

#### Pilgerwege im Schwarzwald
Der Kinzigtäler Jakobusweg, im Jahre 1993 vom „Arbeitskreis der Jakobusfreunde“ angelegt, führt über Loßburg, Alpirsbach, Wolfach, Zell a. H., Gengenbach, Offenburg nach Schutterwald und weiter nach Santiago de Compostela. Der bekannteste Verehrungsort des Apostels im Schwarzwald ist die Jakobuskapelle bei Wolfach.
Der Himmelreich-Jakobusweg führt über 165 Kilometer in 16 Etappen von Hüfingen nach Weil am Rhein.

### Radwege im Schwarzwald

Wegweiser des Südschwarzwald-Radweges

Der 303 Kilometer lange Heidelberg-Schwarzwald-Bodensee-Radweg verläuft von Heidelberg durch den Kraichgau und den Schwarzwald bis nach Radolfzell am Bodensee.
Der Südschwarzwald-Radweg ist ein 264 Kilometer langer Radwanderweg von Hinterzarten über Waldshut-Tiengen, Basel und Freiburg rund um den Naturpark Südschwarzwald (mit Abstechern in die Petite Camargue im Elsass und in die Nordwestschweiz bei Basel).
Der Enztal-Radweg ist ein knapp über 100 Kilometer langer Radwanderweg. Er verläuft entlang der Enz von deren Quelle bei Enzklösterle bis zu ihrer Mündung in den Neckar bei Walheim. Die Hälfte der Strecke bis etwa Pforzheim führt durch den Nordschwarzwald.
Der Naturpark-Radweg im Naturpark Schwarzwald Mitte/Nord ist ein 260 km langer Fernradweg, welcher einmal rund um den Naturpark führt. Der Naturpark-Radweg ist nach den Richtlinien des ADFC für nationale und internationale Radwegenetze beschildert.
Der Wiesental Radweg, auch: Wiesentalradweg, ist ein gut 53 Kilometer langer Radwanderweg von Todtnau bis Basel, der im Wesentlichen entlang des Wiesentals von Nord nach Süd durch den Landkreis Lörrach führt.

### Touristische Ziele
Ein vielbesuchtes städtisches Ziel und seit 2021 als eine der bedeutenden Kurstädte Europas in die Liste des Weltkulturerbes aufgenommen ist Baden-Baden mit seiner Spielbank, den Festspielen und den Thermalbädern wie etwa dem römisch-irischen Friedrichsbad.

#### Bädertourismus
Weitere Thermalbäder im Schwarzwald sind die Cassiopeia-Therme in Badenweiler, die Siebentäler Therme in Bad Herrenalb, das Palais Thermal in Bad Wildbad, das Vita Classica in Bad Krozingen, das Rotherma in Bad Rotenfels, das Solemar Bad Dürrheim, die Paracelsus-Therme in Bad Liebenzell, die Mineral-Therme in Bad Teinach oder die Balinea Thermen in Bad Bellingen.

#### Städtetourismus
Architektur und Geschichte erlebt man unter anderem in der alten Reichsstadt Gengenbach, der ehemaligen Kreisstadt Wolfach, Schiltach und Haslach im Kinzigtal (beide an der deutschen Fachwerkstraße) und im Blumen- und Weindorf Sasbachwalden am Fuße der Hornisgrinde. Auch in Altstädten wie etwa Altensteig, Dornstetten, Freiburg im Breisgau, Gernsbach, Villingen und Zell am Harmersbach. Baiersbronn ist für seine Spitzengastronomie bekannt. Zwei der zehn deutschen Drei-Sterne-Restaurants sind in der Schwarzwaldgemeinde daheim. Freudenstadt ist um den größten Marktplatz Deutschlands gebaut. In der Gemeinde Titisee-Neustadt befindet sich die Hochfirstschanze. Sie ist die größte Naturschanze Deutschlands und eine der größten Sprungschanzen der Welt.

#### Abteien und Klöster
Die Geschichte des ehemaligen Benediktinerkloster St. Blasien sowie der Klöster Sankt Trudpert, St. Peter und St. Märgen geht teilweise bis ins 9. Jahrhundert zurück.
Im Hirsauer Baustil aus Buntsandstein errichtet wurde das Kloster Alpirsbach sowie die Klosterruine Hirsau. Das Kloster Wittichen bei Schenkenzell besitzt eine barocke Klosterkirche und ist heute noch Ziel vieler Wallfahrer.

### Museen

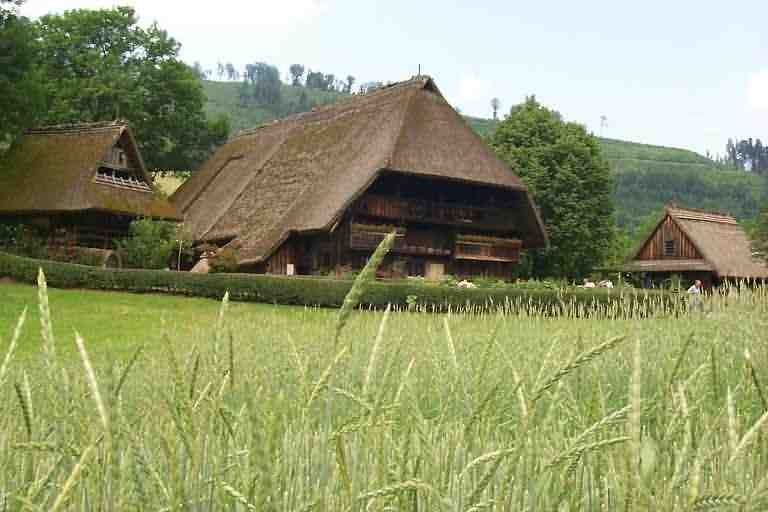
Freilichtmuseum Vogtsbauernhof im Gutachtal

Das Freilichtmuseum Vogtsbauernhof in Gutach an der Schwarzwaldbahn bietet mit seinen original wiederaufgebauten Schwarzwaldhäusern Einblicke in das bäuerliche Leben des 16. und 17. Jahrhunderts. Die meisten Gebäude wurden an anderer Stelle abgetragen, die Einzelteile nummeriert und exakt nach Plan im Museum wieder erstellt (transloziert). Das Deutsche Uhrenmuseum in Furtwangen zeigt einen umfassenden Querschnitt durch die Geschichte der Uhrmacherei und Uhrenindustrie. Aus der Feinmechanik ging im 20. Jahrhundert auch eine ehemals bedeutsame Phonoindustrie hervor; die Geschichte dieser Unterhaltungselektronik wird im Deutschen Phonomuseum in St. Georgen präsentiert. Das Franziskanermuseum in Villingen-Schwenningen zeigt unter anderem eine Ausstellung zur Schwarzwaldsammlung von Oskar Spiegelhalder und zum frühkeltischen Großgrabhügel Magdalenenberg. Das Schüttesäge-Museum in Schiltach bietet Informationen und lebendige Geschichte zu den Themen Holzwirtschaft, Flößerei im Kinzigtal sowie Gerberei. Das Schwarzwälder Trachtenmuseum in Haslach im Kinzigtal bietet eine Übersicht über die Trachten des gesamten Schwarzwaldes und der Randgebiete. Ebenfalls in Haslach befindet sich das Hansjakob-Museum und das Hansjakob-Archiv mit zahlreichen Exponaten des Schriftstellers, Pfarrers, Politikers, Historikers und Chronisten Heinrich Hansjakob. Das MiMa Mineralien- und Mathematikmuseum in Oberwolfach beherbergt Mineralien und Bergbauzeugnisse aus dem gesamten Schwarzwald und verbindet sie mit mathematischen Erklärungen. Das Glasmuseum in der Dorotheenhütte in Wolfach bietet einen Streifzug durch rund 2000 Jahre Glasgeschichte.

### Straßenverkehr

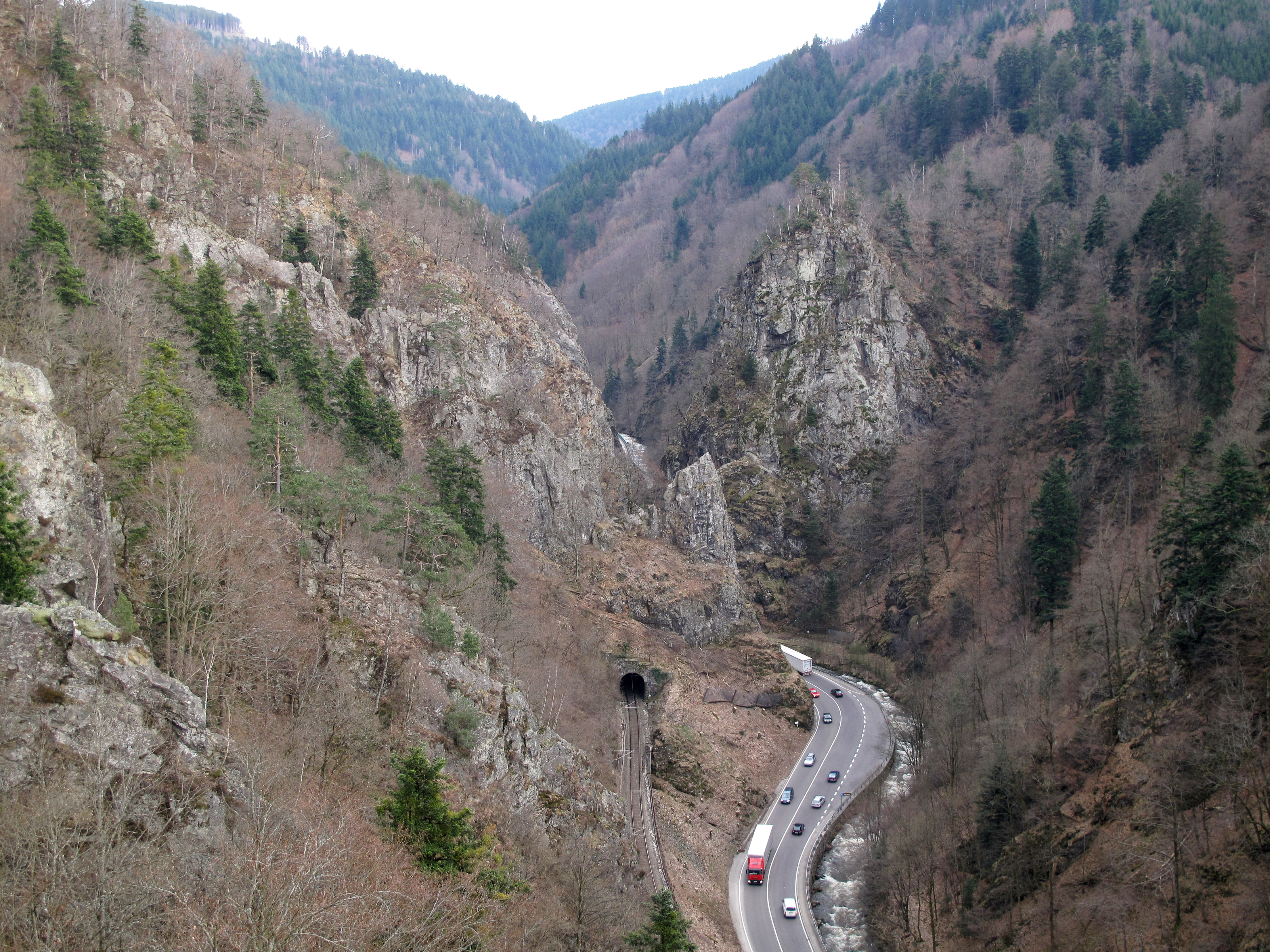
Die Ost-West-Verbindungen Bundesstraße 31 und Höllentalbahn im Höllental

Mehrere touristisch interessante Straßen führen durch den Schwarzwald. Bekannte Ferienstraßen sind die Schwarzwaldhochstraße (B 500) oder die Deutsche Uhrenstraße. Insbesondere für den West-Ost-Durchgangsverkehr stellt das Gebirge ein Hindernis dar. Planungen für Autobahntrassen durch den Schwarzwald (siehe Bundesautobahn 84 und Bundesautobahn 86) wurden verworfen.
Der Schwarzwald ist aufgrund seiner kurvenreichen Landstraßen ein beliebtes Ziel für Motorradfahrer. Dieser Tourismuszweig wird aufgrund hoher Unfallzahlen und der weitreichenden Lärmbelastung kontrovers gesehen und mit Geschwindigkeitsbegrenzungen und einzelnen Straßensperrungen eingeschränkt. So ist seit 1984 das Befahren der Schauinslandstraße, einer ehemaligen Bergrennstrecke, für Motorradfahrer an den Sommerwochenenden verboten.

### Bahnverkehr

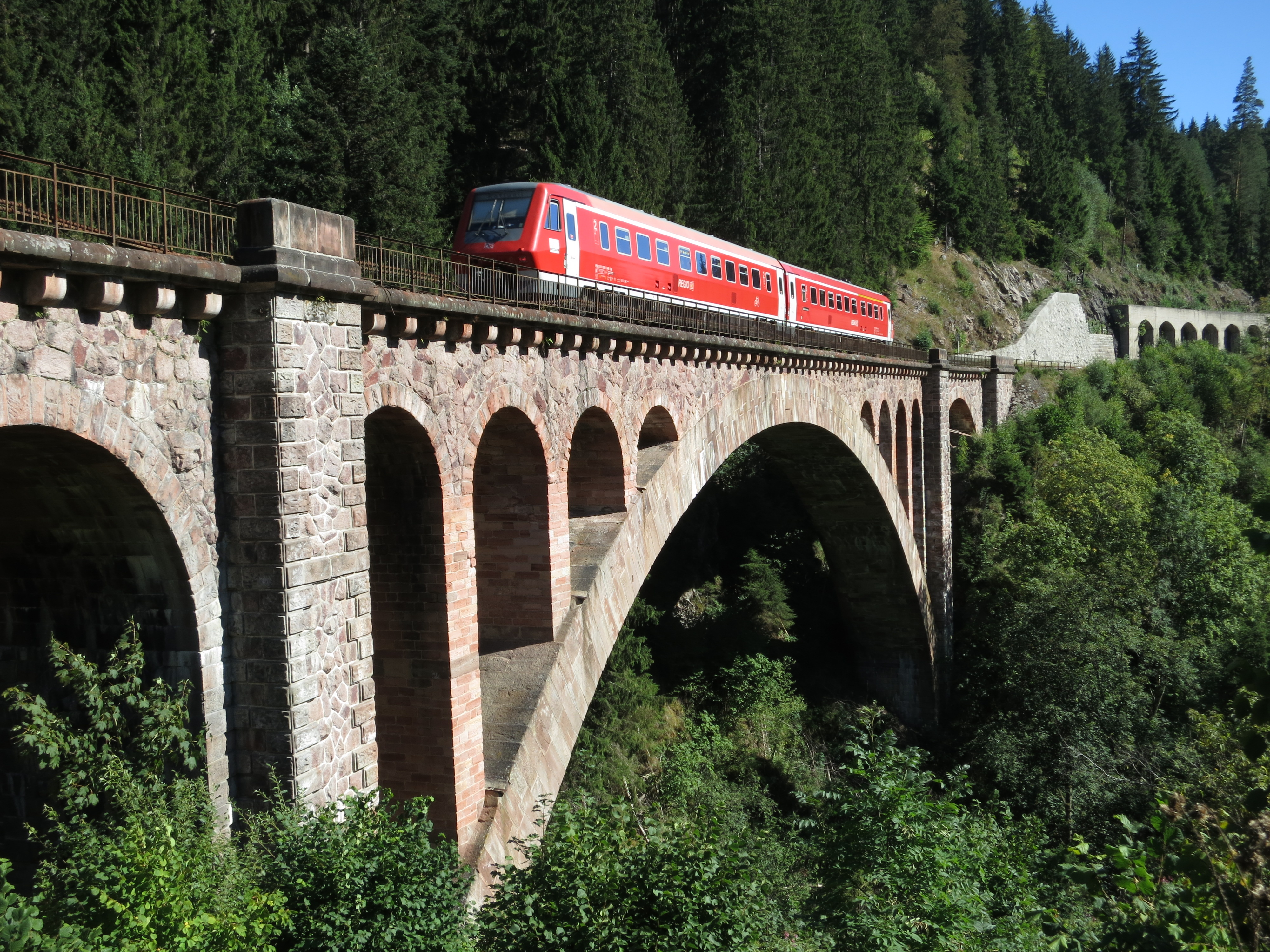
Gutachbrücke der Höllentalbahn

Der Schwarzwald wurde schon früh durch die Eisenbahn erschlossen. Im östlichen Teil des Nordschwarzwalds durch die Enztalbahn von Pforzheim nach Bad Wildbad, durch die Nagoldtalbahn von Pforzheim über Calw und Nagold nach Horb am Neckar, die Württembergische Schwarzwaldbahn von Stuttgart-Zuffenhausen nach Calw wurde ab Weil der Stadt außer Betrieb genommen, soll hier jedoch als „Hermann-Hesse-Bahn“ wieder befahren werden.
Vom Rheintal führen durch die Täler viele Eisenbahnen in den Schwarzwald. Die Albtalbahn von Karlsruhe Albtalbahnhof nach Bad Herrenalb, die Murgtalbahn von Rastatt nach Freudenstadt, die Achertalbahn von Achern nach Ottenhöfen und die Renchtalbahn von Appenweier nach Bad Griesbach. Vom Bahnhof Baden-Baden führte bis 1977 eine Stichbahn in das Zentrum der Weltkurstadt. Geschichte ist die Lokalbahn Orschweier–Ettenheimmünster. Die Harmersbachtalbahn nach Oberharmersbach-Riersbach zweigt in Biberach/Baden von der badischen Schwarzwaldbahn ab. Diese Gebirgsbahn verbindet seit 1873 Offenburg über Hausach, Triberg, St. Georgen, Villingen und Donaueschingen mit Konstanz am Bodensee. Ein Abzweig in Hausach ist die Bahnstrecke nach Schiltach, die ab dort Richtung Freudenstadt–Eutingen weiterführt. In Denzlingen zweigt die Elztalbahn nach Elzach ab, die Höllentalbahn verläuft von Freiburg im Breisgau durch das Höllental nach Donaueschingen, die Münstertalbahn von Bad Krozingen nach Münstertal, die 1970 abgebaute Bahnstrecke nach Badenweiler ab Müllheim, die nur noch im Museumszugverkehr genutzte Kandertalbahn von Haltingen nach Kandern und die Wiesentalbahn vom Badischen Bahnhof in Basel nach Zell im Wiesental, wo bis Mitte der 1960er-Jahre Anschluss zur Schmalspurbahn nach Todtnau bestand. Die Bregtalbahn führte von Furtwangen über Vöhrenbach nach Donaueschingen. Von dort führt auch eine Stichbahn nach Bräunlingen, die von der SWEG als Teil der Alemannenbahn noch betrieben wird.
Vom Bahnhof Titisee an der Höllentalbahn führt die Dreiseenbahn entlang von Titisee und Windgfällweiher zum Schluchsee.
Die Strecken haben heute einen regen Alltagsverkehr oder sind Museumseisenbahnen, so die Sauschwänzlebahn nahe der Grenze zwischen Deutschland und der Schweiz. Im Verlauf dieser Strecke wird mit dem Großen Stockhalde-Tunnel der einzige Kreiskehrtunnel in einem Mittelgebirge durchfahren.
Rund 11.000 Gastgeber in 143 Ferienorten geben an Urlauber die KONUS-Gästekarte aus. Damit können kostenlos Busse und Bahnen in der gesamten Ferienregion genutzt werden.

### Verwaltung
Seit Januar 2006 ist die Schwarzwald Tourismus GmbH mit Sitz in Freiburg für die Verwaltung des Tourismus in den 320 Gemeinden im Schwarzwald zuständig. Zuvor gab es vier getrennte Tourismusverbände.
In Freiburg gründen Gastronomen und Industrielle 1864 den „Badischen Verein zum Zweck, den Schwarzwald und seine angrenzenden Gegenden besser bekannt zu machen“. Drei Jahre später wird daraus der Schwarzwaldverein. Er legt Wege an, baut Aussichtstürme auf Schwarzwaldhöhen, Schutzhütten, Ruhebänke, gibt Pflanzenführer und Wanderkarten heraus und legt so den Grundstock für das, was heute als eine der intensivsten Erlebnis- und Wanderregionen Deutschlands gilt.
Bereits zu Beginn des 20. Jahrhunderts hatten die Mitglieder des Schwarzwaldvereins schon die Fernwanderrouten Westweg (1900), Mittelweg (1902) und Ostweg (1904) angelegt und zahlreiche Aussichtstürme auf den Höhen errichtet. 1906 wird dann für die touristische Arbeit eine eigene Organisation gegründet, deren Nachfolgeorganisation die heutige Schwarzwald Tourismus GmbH ist. Schwarzwaldverein und Schwarzwald Tourismus GmbH sind heute in Sachen Wandertourismus enge Verbündete und gestalten viele Projekte gemeinsam.

## Schutzgebiete
Der seit Anfang 2014 bestehende Nationalpark Schwarzwald ist der erste Nationalpark in Baden-Württemberg. Er ist 10.062 Hektar groß und liegt am Hauptkamm des Nordschwarzwalds zwischen Baiersbronn und Baden-Baden. Seit Februar 2016 ist eine 63.236 Hektar große zusammenhängende Fläche des Südschwarzwaldes als Biosphärengebiet Schwarzwald ausgewiesen, das im Juni 2017 durch die UNESCO als Biosphärenreservat anerkannt wurde.
Zwei nach ihm benannte Naturparks umfassen den Schwarzwald und angrenzende Gebiete, der Naturpark Schwarzwald Mitte/Nord und der Naturpark Südschwarzwald. Sie sollen dazu beitragen, die Landschaft als Kulturlandschaft zu erhalten, die Produkte der einheimischen Landwirte besser zu vermarkten und das Gebiet für den Tourismus besser nutzbar zu machen. Der Naturpark Schwarzwald Mitte/Nord ist mit 4200 Quadratkilometern der größte Naturpark Deutschlands. Er beginnt im südlichen Teil des Mittleren Schwarzwalds und nimmt den restlichen Teil des Gebirges nach Norden hin ein. Im Süden grenzt der 3940 Quadratkilometer große Naturpark Südschwarzwald an, der zweitgrößte in Deutschland. Er schließt den südlichen Teil des Mittleren Schwarzwalds und den Südschwarzwald ein.
Darüber hinaus liegen im Schwarzwald über 100 Naturschutzgebiete sowie zahlreiche Landschafts-, Wald- und Vogelschutzgebiete. Das Naturschutzgebiet Feldberg ist das mit 4227 ha Fläche vor dem Gletscherkessel Präg größte Naturschutzgebiet in Baden-Württemberg. Die drei großen Europäischen Vogelschutzgebiete Nord-, Mittlerer- und Südschwarzwald nehmen zusammen über 90.000 ha Fläche ein.

## Kultur

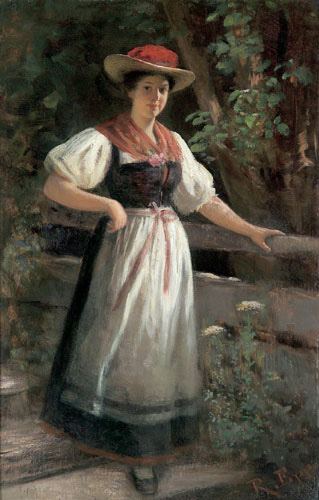
Rudolf Epp: Schwarzwälderin in Gutacher Tracht, Ölgemälde um 1900

Der größtenteils sehr ländlich geprägte Schwarzwald besteht aus vielen verstreuten Gemeinden und wenigen größeren Städten. Tradition und Brauchtum werden vielerorts gepflegt.

### Trachten
Zum Teil werden heute noch, meist zu festlichen Anlässen, die traditionellen Trachten getragen. Das Aussehen der Trachten variiert von Region zu Region zum Teil sehr stark. Eine der bekanntesten Schwarzwälder Trachten ist diejenige der Gemeinden Kirnbach, Reichenbach und Gutach im Kinzigtal mit dem charakteristischen Bollenhut. Unverheiratete Frauen tragen ihn mit roten „Bollen“, verheiratete mit schwarzen. Heiratsfähige Frauen tragen bisweilen vor und am Hochzeitstag eine Brautkrone, den so genannten Schäppel, dessen größte Exemplare aus der Stadt St. Georgen bis zu fünf Kilogramm schwer sind.

### Schwarzwaldhäuser

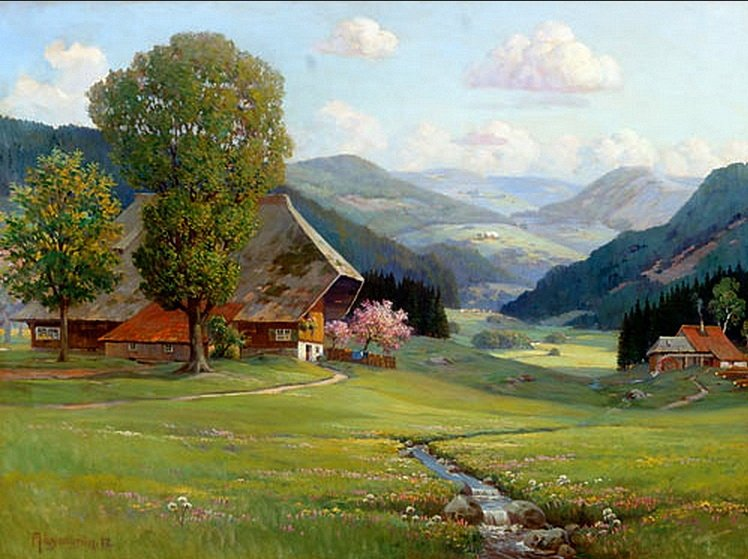
Arnold Lyongrün: Frühling im Schwarzwald, Ölgemälde 1912

Bekannt ist der Schwarzwald ferner für die typischen Bauernhäuser mit ausladenden Krüppelwalmdächern.

### Schwarzwälder Spezialitäten
Für den Schwarzwald steht auch Schwarzwälder Kirschtorte mit ihrem dunklen Schokoladenteig, aber auch mit dem typischen Kirschwasser. Sodann ist der Schwarzwälder Schinken eine kulinarische Spezialität aus geräuchertem Schweinefleisch. Als Destillat steht für den Schwarzwald das Kirschwasser.
Schwarzwaldwichtel und die Kuckucksuhr sind Erzeugnisse, die im Schwarzwald erfunden wurden.

### Malerei und Kunsthandwerk
Die landschaftliche Schönheit sowie das Traditionsbewusstsein seiner Bewohner hat schon im 19. Jahrhundert und beginnenden 20. Jahrhundert zahlreiche Künstler angezogen, die über ihre Werke den Schwarzwald in der ganzen Welt bekannt machten. Vor allem der aus Bernau stammende Hans Thoma sowie sein vom badischen Großherzog Friedrich I. (Baden) geförderter Studienkollege Rudolf Epp malten zeitlebens Motive aus dem Schwarzwald. Der Maler J. Metzler aus Düsseldorf bereiste den Schwarzwald zum Malen von Landschaften. Weite Verbreitung fanden die Werke der Gutacher Malerkolonie um Wilhelm Hasemann, deren Landschafts- und Genremotive das Bild des Schwarzwalds prägten. Wie der Heimatschriftsteller Heinrich Hansjakob waren sie Teil einer badischen Volkstrachtenbewegung.
Im Kunsthandwerk nimmt die Holzschnitzerei eine bedeutende Rolle ein, die nicht nur volkstümliche Werke wie die Longinuskreuze, sondern auch berühmte Bildhauer wie Matthias Faller hervorbrachte.

### Literatur

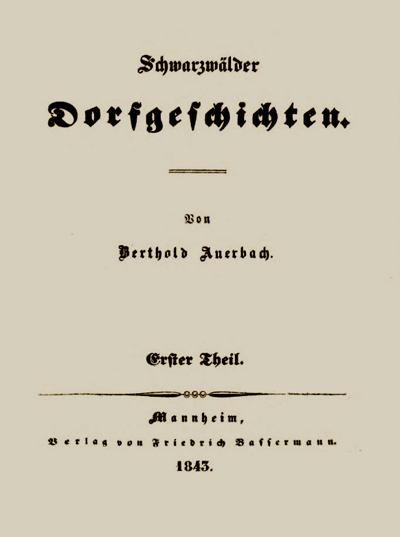
Titelblatt des 1. Bandes der Schwarzwälder Dorfgeschichten, 1843

## Der Schwarzwald in Literatur und Film

### Musikfilm
Bereits seit den 1920er Jahren wurden im Schwarzwald zahlreiche Filme produziert. Den Auftakt bildete 1920 die erste Verfilmung der Operette Schwarzwaldmädel von Leon Jessel.

### Heimatfilme
Besonders seit der vierten Verfilmung von Schwarzwaldmädel, die die Heimatfilmwelle einläutete, bot der Schwarzwald die malerische Kulisse für etliche Kino- und Fernsehproduktionen der Nachkriegszeit, darunter Schwarzwaldmelodie mit Gardy Granass, Schwarzwälder Kirsch mit Marianne Hold und Dietmar Schönherr, sowie Schwarzwaldfahrt aus Liebeskummer mit Roy Black. Erfolgreiche Fernsehserien waren Der Forellenhof (1965), in den 1980er Jahren Die Schwarzwaldklinik, seit 1994 Die Fallers – Eine Schwarzwaldfamilie sowie im Jahr 2002 die Dokumentation Schwarzwaldhaus 1902.

### Spielfilme (Auswahlliste)
- 1920: Schwarzwaldmädel
- 1929: Schwarzwaldmädel, Drehorte: Bad Liebenzell, Triberg, Hirsau
- 1933: Schwarzwaldmädel
- 1934: Die Mühle im Schwarzwald
- 1950: Schwarzwaldmädel, Drehorte: St. Peter, Baden-Baden, Freiburg, Heidburg[57]
- 1953: Die Mühle im Schwarzwäldertal, Drehort: Furtwangen
- 1953: Wenn am Sonntagabend die Dorfmusik spielt, Drehorte: Todtmoos, Baden-Baden
- 1956: Schwarzwaldmelodie
- 1956: Die Rosel vom Schwarzwald
- 1958: Mein Mädchen ist ein Postillion
- 1959: Schwarzwälder Kirsch
- 1960: Der letzte Fußgänger, Drehorte: Baden-Baden, Freudenstadt
- 1974: Schwarzwaldfahrt aus Liebeskummer

### Geographie
- Hartwig Haubrich, Wolfgang Hug, Herbert Lange: Das große Buch vom Schwarzwald. Theiss, Stuttgart 1991, ISBN 3-8062-0819-0.
- Der Schwarzwald. Beiträge zur Landeskunde. In: Ekkehard Liehl, Wolf Dieter Sick (Hrsg.): Veröffentlichung des Alemannischen Instituts Freiburg i. Br. 4. Auflage. Band 47. Konkordia, Bühl 1989, ISBN 3-7826-0047-9.
- Kurt Klein: Verborgener Schwarzwald. Unbekanntes aus Volkskunde und Geschichte. In: Edition Morstadt. Band 18. Morstadt, Kehl, Strasbourg, Basel 1988, ISBN 3-88571-172-9.
- Max Scheifele: Aus der Waldgeschichte des Schwarzwaldes. Die Trift von Brenn- und Kohlholz. Wenn Grenzsteine reden. DRW-Verlag, Stuttgart 2004, ISBN 3-87181-010-X.
- Horst Friedrich Vorwerk (Text), Erich Spiegelhalter (Abb.): Der Schwarzwald. Eine deutsche Kulturlandschaft in Geschichte und Gegenwart. Herder, Freiburg 1992, ISBN 3-451-22658-8.

### Wirtschaft, Geologie und Bergbau
- Michael Bliedtner, Manfred Martin: Erz- und Minerallagerstätten des Mittleren Schwarzwaldes. Geologisches Landesamt Baden-Württemberg, Freiburg im Breisgau 1986, ISBN 978-88-12-65452-9.
- Eberhard Gothein: Wirtschaftsgeschichte des Schwarzwaldes und der angrenzenden Landschaften. Erster Band: Städte- und Gewerbegeschichte, Verlag Karl J. Trübner, Strassburg 1892 (Digitalisat)
- Gregor Markl, Sönke Lorenz (Hrsg.): Silber, Kupfer, Kobalt. Bergbau im Schwarzwald. Markstein, Filderstadt 2004, ISBN 3-935129-10-6.
- Georg Sawatzki, Horst Peter Hann: Badenweiler-Lenzkirch-Zone (Südschwarzwald). Erläuterungen mit Hinweisen für Exkursionen. In: Geologische Karte von Baden-Württemberg 1:50000. Landesamt für Geologie, Rohstoffe und Bergbau Baden-Württemberg, Freiburg im Breisgau 2003.
- Wolfgang Werner, Volker Dennert: Lagerstätten und Bergbau im Schwarzwald. Landesamt für Geologie, Rohstoffe und Bergbau Baden-Württemberg, Freiburg im Breisgau 2004.

### Kunstgeschichte
- Karlheinz Ebert: Der Schwarzwald und das Oberrheinland. Wege zur Kunst zwischen Karlsruhe und Waldshut. Ortenau, Breisgau, Kaiserstuhl und Markgräflerland (DuMont-Kunst-Reiseführer). 7. Auflage, Köln 1991.
- Richard Schmidt: Schwarzwald (Deutsche Lande – Deutsche Kunst). München/Berlin 1965.

### Natur
- Konrad Guenther: Naturbuch vom Schwarzwald. Südlicher Schwarzwald, Baar und oberes Donautal. 2. Auflage, Freiburg 1954.
- Adolf Hanle: Nordschwarzwald (Meyers Naturführer). Mannheim/Wien/Zürich 1989.
- Adolf Hanle: Südschwarzwald (Meyers Naturführer). Mannheim/Wien/Zürich 1989.
- Ulrike Klugmann (Hrsg.): Südschwarzwald, Feldberg und Wutachschlucht (Naturmagazin Draußen). Hamburg 1983.
- Hans-Peter Schaub / Thomas Kaiser: Der Schwarzwald. Naturvielfalt in einer alten Kulturlandschaft. Braun, Karlsruhe 2001, ISBN 3-7650-8204-X

### Belletristik
- Jürgen Lodemann (Hrsg.): Schwarzwaldgeschichten. Klöpfer & Mayer, Tübingen 2007, ISBN 978-3-940086-04-4.
- Herbert Schnierle-Lutz (Hrsg.): Schwarzwald-Lesebuch. Geschichten aus 6 Jahrhunderten mit zahlreichen Bildern, 224 Seiten, Hohenheim Verlag, Stuttgart 2011, ISBN 978-3-89850-213-9.